# Греческая артиллерия во Второй мировой войне
Греческая артиллерия внесла заметный вклад в греческие победы в греко-итальянской войне, как и в попытке отражения германского вторжения.
С началом тройной, германо-итало-болгарской, оккупации, часть греческих артиллеристов продолжила войну в Северной Африке, приняв участие в втором сражении при Эль-Аламейне, в то время как бо́льшая их часть вступила в Народно-освободительную армию (ЭЛАС).

## Греческая артиллерия в период с 1923 по 1935 год
После завершения военного положения и подписания Лозаннского мирного договора, летом 1923 года последовала демобилизация и возвращения воинских частей на базы мирного периода.
В развитии греческой армии наступил период относительного бездействия.
Срок воинской службы постоянно уменьшался и достиг 12 месяцев. Бездействие продолжалось, несмотря на то что начала вырисовываться угроза по причине (пере)вооружения Болгарии.
Разорённая непрерывными войнами периода 1912—1922 годов и проблемой размещения около 2 миллионов беженцев, Греция не располагала финансами для модернизации своей армии.
В период до 1935 года не было предпринято никакой серьёзной попытки для улучшения состояния армии, за исключением незначительных закупок вооружения.
С 1935 по 1940 годы начался период интенсивных и значительных усилий с целью создания боеспособной армии.

## Состояние дел в артиллерии
После Малоазийского похода греческая артиллерия располагала следующими орудиями:
(1) Горных орудий 65 мм образца 1906 года (110 единиц).
(2) Горных орудий Шнайдера-Данглиса 75 мм образца 1908 года (48).

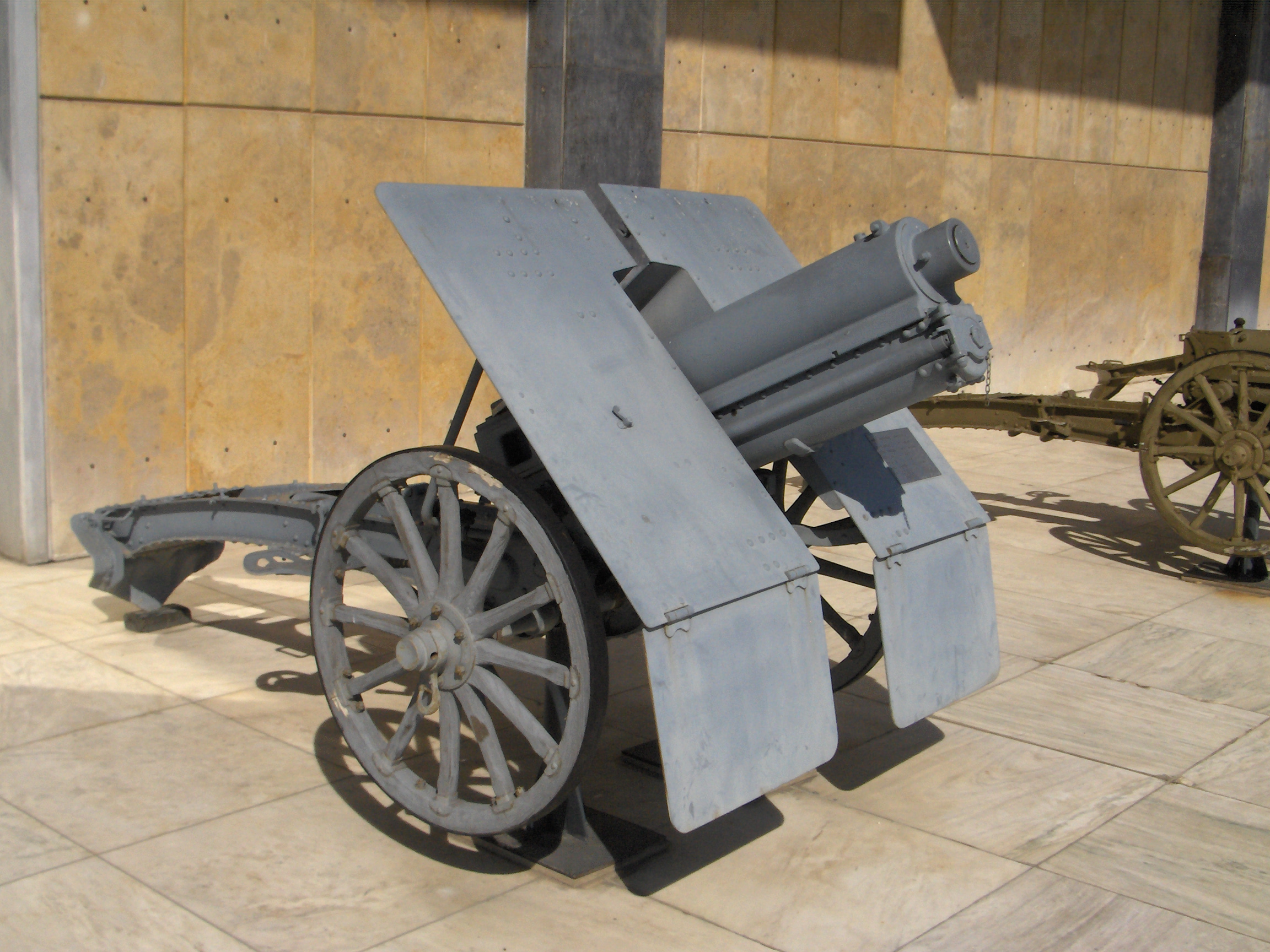
Трофейное турецкое горное орудие фирмы Шкода 75 мм, вывезенное греческой армией из Малой Азии в 1922 году. Военный музей, Афины.

(3) Горных орудий 75 мм Шкода из турецких трофеев (22).
(4) Горных орудий 105 мм Шкода из турецких трофеев (7).
(5) Полевых орудий 75 мм Шнайдера образца 1908 года (208) (сюда включено небольшое число трофейных турецких орудий Круппа 75 мм).
(6) Медленнострельные орудия 6 дюймов (150 мм) (24).
(7) Тяжёлые трофейные турецкие орудия 150 мм Шкода (12).
(8) Длинноствольные орудия Крупп, образца 1925 года (3)
(9) Длинноствольные медленнострельные орудия 120 мм (44).
В общей сложности греческая артиллерия располагала 478 орудиями плюс несколькими медленнострельными 170 мм старого образца.
Эвакуированные из Малой Азии орудия были старой технологии, с большими повреждениями и недостатками. При этом практически отсутствовала зенитная артиллерия и полностью отсутствовала противотанковая артиллерия.
Были предприняты попытки покупки новых и более современных орудий, средств связи, автомобилей тягачей, средств наблюдения и перевозки снарядов.
До 1935 были поставлены кроме орудий и 200 артиллерийских прицелов, бинокли, артиллерийские угломеры, рации, топографические инструменты и 224 итальянских артиллерийских тракторов-тягачей типа Pavesi P4 Mod. 30.
К началу 1935 года греческая артиллерия располагала :
(α) Горными орудиями Шнайдера 75 мм (192 единиц).
(β) Полевыми орудиями Шнайдера 105 мм (120).
(γ) Полевыми орудиями 85 мм с раздвижными станинами (48).
(δ) Полевыми орудиями 105 мм (48).
(ε) Тяжёлыми орудиями 155 мм
(στ) Зенитными орудиями 80 мм Βofors (4).

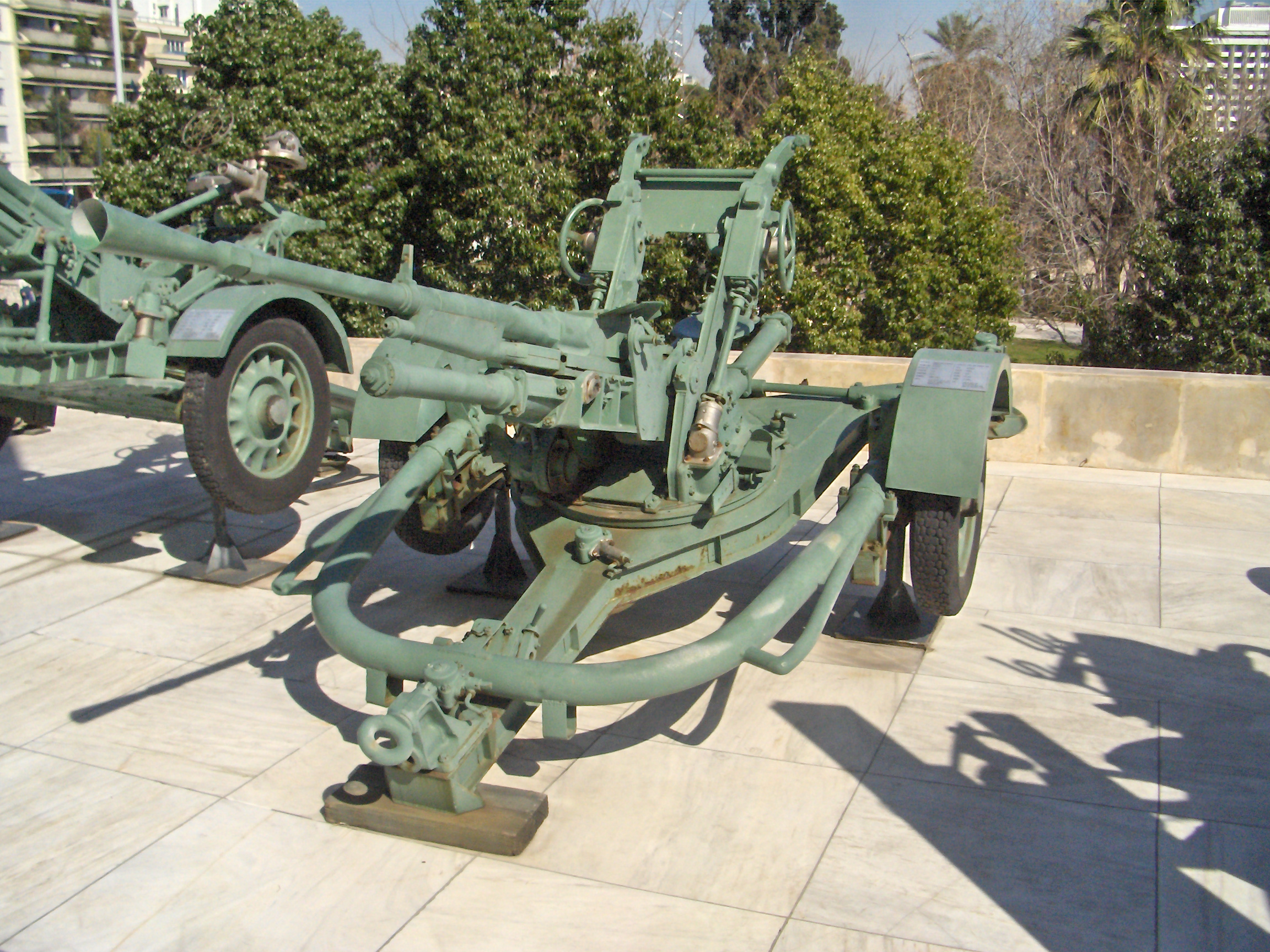
Зенитное орудие Hotchkis 25 мм. Военный музей, Афины.

(ζ) Зенитными орудиями 25 мм Hotchkis (32).
В общей сложности греческая артиллерия располагала 504 орудиями

### Организация
Приказом сентября 1924 года число дивизий было установлено в 12 и артиллерия была организована в 2 или 1 дивизионов орудий 75 мм в качестве артиллерии корпусов, 1 полка полевой артиллерии в качестве артиллерии дивизий и отдельных дивизионов тяжёлой артиллерии, составивших соответствующий полк.
Приказом июля 1926 года было установлено, что действующая армия будет состоять из 5 корпусов (12 дивизий), 1 отдельной пехотной бригады (Архипелага), 1 управления авиации и гарнизона Салоник.
Организация артиллерии предусматривала, что каждая пехотная дивизия будет располагать 1 полком горной артиллерии из двух дивизионов. 1й дивизион располагал 2 батареями орудий 75 мм, 2й дивизион одной батареей орудий 105 мм.
В общей сложности существовали 12 полков горной артиллерии.
Артиллерия кавалерийской дивизии располагала 1 дивизионом лёгкой артиллерии.
Артиллерия гарнизона Салоник, включала в себя 1 полк гарнизонной (крепостной) артиллерии.
Кроме этого артиллерийские части вне дивизий располагали 3 полками полевой артиллерии, 2 полками тяжёлой артиллерии, каждый из которых располагал 2 дивизионами состоящими из 2 батарей. Один дивизион располагал короткоствольными орудиями 155 мм, другой длинноствольными 105 мм. Полки тяжёлой артиллерии в операциях находились в подчинении корпусов армии.
Также вне организации дивизий находились 3 дивизиона зенитной артиллерии:

### Орудия

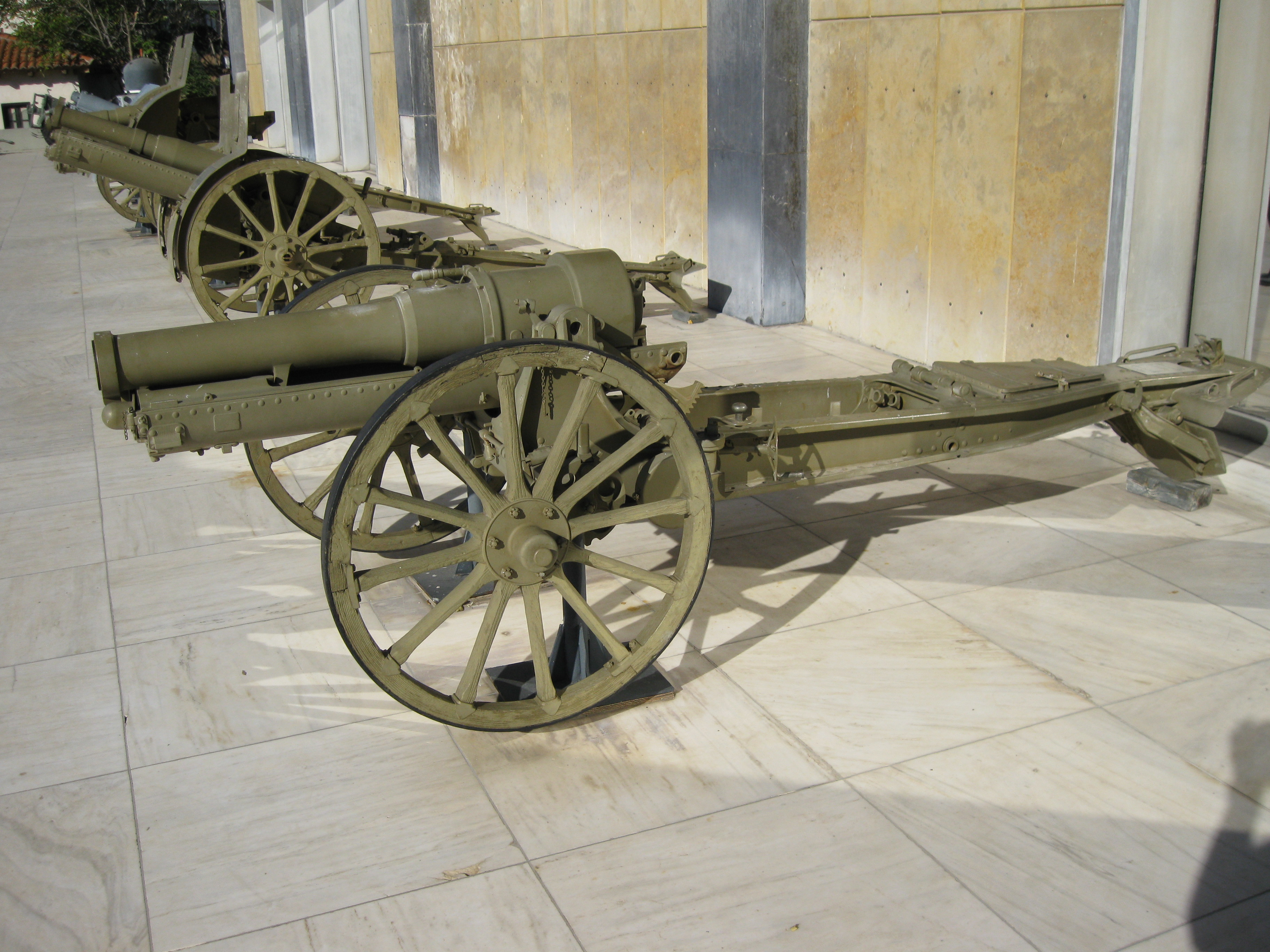
105 мм горное орудие Шнайдера образца 1919 года. Военный музей, Афины.

В период после 1923 года греческая армия впервые получила орудия типа Шнайдера 75 мм и 105 мм образца 1919 года. Эти орудия были предоставлены полкам горной артиллерии.
Полки полевой артиллерии располагали полевыми орудиями Шнайдера 75 мм.
Полки тяжёлой артиллерии располагали длинноствольными орудиями 105 мм образца 1912 года и короткоствольными 155 мм образца 1925 года. Эти дивизионы формировались одновременно с прибытием новых орудий из Франции.

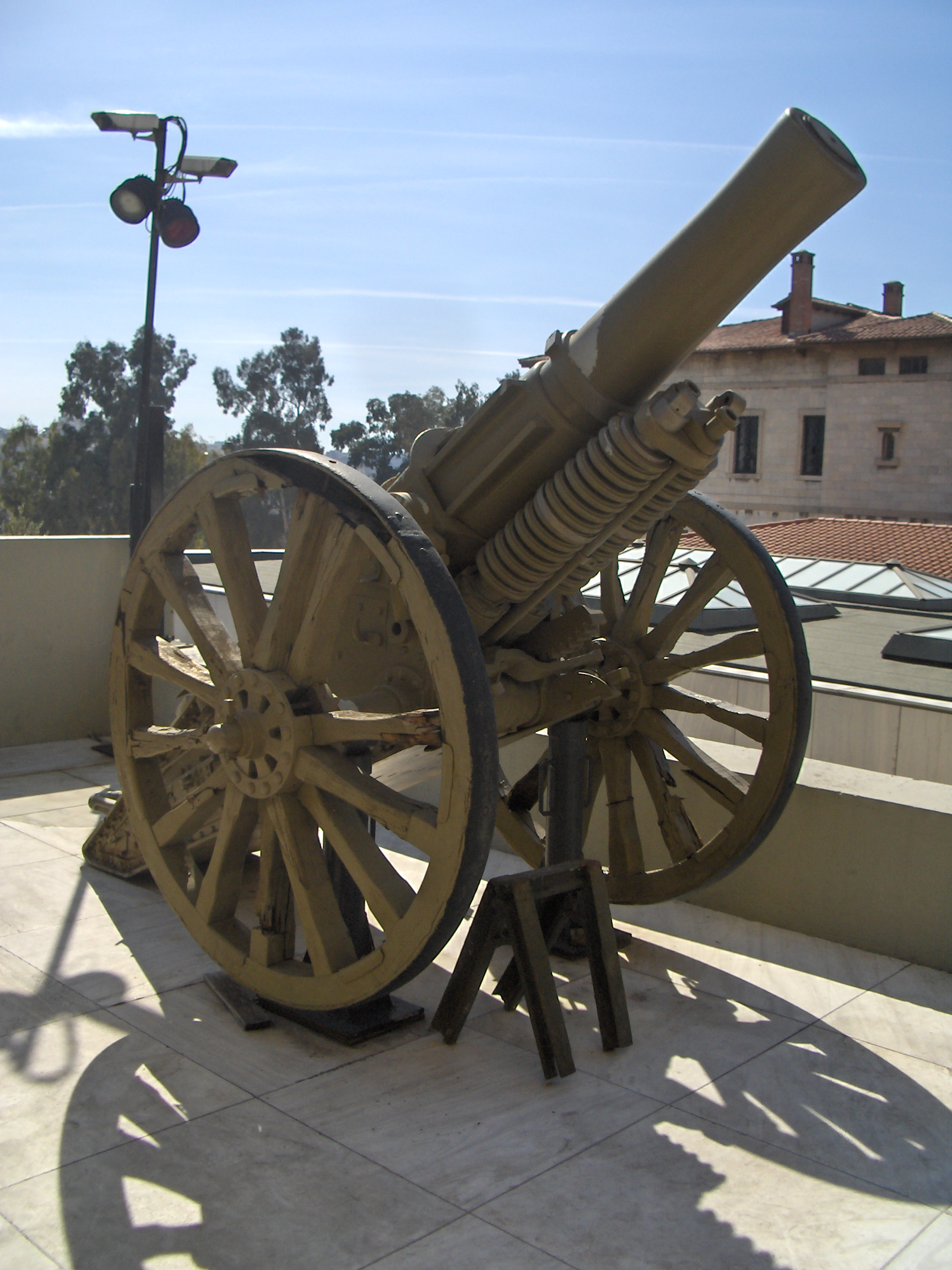
Шестидюймовая гаубица Армстронга. Военный музей, Афины.

Γ΄ полк тяжёлой артиллерии располагал дополнительно ещё 2 батареями, одной батареей орудий 6 дюймов (150 мм) и одной батареей орудий Шкода 150 мм.
Зенитные орудия так и не были получены, хотя соответствующие дивизионы были сформированы.
Указ 14 июля 1926 года был представлен в парламент на одобрение и откорректирован, после чего были расформированы 1 полк горной артиллерии, полк гарнизонной артиллерии и 3 дивизиона противовоздушной артиллерии:

### 1929 год — Сокращение армии
Законом 1929 года, Греция была разделена на 4 региона, которые соответствовали 4 корпусам армии.
Артиллерия была организована в 8 полков горной артиллерии, плюс 1 дивизион горной артиллерии, 2 полка полевой артиллерии, 2 полка тяжёлой артиллерии
Полки горной артиллерии состояли из 2 дивизионов, один из них с орудиями 75 мм, другой с орудиями 105 мм, в то время как число батарей зависело от числа призывников. Полки полевой артиллерии состояли из двух дивизионов орудий 75 мм с 1 или 2 батареями, в то время как полки тяжёлой артиллерии имели длинноствольные орудия 105 мм и 85 мм.
То есть артиллерия состояла из:
(α) Артиллерии дивизий с горными орудиями 75 мм и 105 мм, чтобы иметь возможность следовать везде за дивизией и поддерживать пехоту независимо от рельефа местности.
(β) Артиллерии корпусов, с полевыми орудиями 75 мм, которая обычно предоставлялась дивизиям как артиллерия подкреплений
(γ) Тяжёлая артиллерия с длинноствольными орудиями 85 мм и 105 мм и короткоствольными 155 мм, которая в начале военных действий должна была действовать как артиллерия корпусов.

### Новые орудия
До 1934 года были получены: Горные орудия 75 мм и 105 мм образца 1919 года, Полевые орудия Шнайдера 85 мм образца 1925 года, тяжёлые орудия 105 мм (длинноствольные) и 155 мм (короткоствольные) Шнайдера, образца 1925 и 1917 годов соответственно, зенитные орудия 80 мм, противотанковые орудия 37 мм.

### Организация 1935—1936 годов
С 1935 года начался период интенсивных и систематических усилий для создания боеспособной армии, которые продолжились до 1940 года.
Указ сентября 1935 года, кроме других изменений в организации армии, предусматривал для артиллерии: Подчинение одного дивизиона артиллерии вновь сформированной Кавалерийской дивизии и формирование смешанных частей артиллерии (более одного диаметра) которые были предоставлены в некоторые пограничные части.
Однако в частях не велась серьёзная учебная деятельность. В течение всего этого периода только раз было проведено тактическое учение с войсками Β' корпусом в 1930 году.
Законом 1936 года было установлено, что артиллерия должна располагать:
8 полками горной артиллерии, плюс 4 дивизионами горной артиллерии, 2 полками полевой артиллерии, 1 полком тяжёлой артиллерии, 2 отдельными дивизионами тяжёлой артиллерии.

### Подготовка к войне, 1937—1940 годы
3 сентября 1939 года началась Вторая мировая война между силами Оси и (западно)европейскими республиками.
Из Балканских государств одни провозгласили нейтралитет, другие демонстрировали ¨хорошее поведение¨ по отношению к Германии. Так Югославия проявляла дружбу к Оси, Румыния заявляла о своём сотрудничестве с Осью, Болгария следовала оппортунистической политике. Албания, занятая итальянской армией в апреле 1939 года, стала плацдармом для имперских планов Италии в регионе, в первую очередь против Греции. Так с апреля 1939 года, кроме угрозы исходящей от традиционно недружественой Болгарии, Греция должна была учитывать новую угрозу, исходящую от Италии.
Несмотря на Соглашение о дружбе, итальянская политика по отношению к Греции стала откровенно враждебной. Кроме враждебной пропаганды, Италия систематически начала нарушать воздушное пространство нейтральной Греции, неизвестная подводная лодка (итальянская «Дельфино») в мирное время потопила старый греческий эсминец «Элли» на рейде острова Тинос, в день празднования Богородицы 15 августа 1940 года.
Одновременно итальянская армия в Албании непрывно усиливалась и её части выдвигались к границе с Грецией.
Греческое правительство сохраняло хладнокровие, пытаясь сохранить нейтралитет и избежать втягивание страны в мировую войну, но одновременно было полно решимости всеми располагаемыми средствами защитить независимость и территориальную целостность страны.
С 1935 года и до объявления войны была проведена реорганизация и подготовка вооружённых сил способствовавших её будущим военным успехам.
Указом июня 1937 года для артиллерии была предусмотрена следующая организация:
α. Горная артиллерия: Ι полк горной артиллерии (Лариса), ΙΙ полк (Афины), ΙΙΙ полк (Кардица), IV полк (Аргос), V полк (Суда), VI полк (Серре), VII полк (Драма), VIII полк (Яннина), ΙΧ полк (Козани), Χ полк (Верия), ΧΙ полк (Салоники), ΧΙΙ полк (Комотини) и ΧΙΙΙ полк (Ксанти).
β. Полевая артиллерия: Α΄ полк полевой артиллерии в Афинах, Γ΄ полк полевой артиллерии в Салониках.
γ. Тяжёлая артиллерия: Α΄ полк (Афины), Β΄ полк (Лариса), Γ΄ полк Салоники), Δ΄ полк (Драма), Ε΄ полк (Александруполис)
δ. Конная артиллерия — один дивизион в Салониках.
Перевооружение греческой артиллерии.
α. До начала греко-итальянской войны (в основном до 1935 года) были осуществлены поставки горных орудий 75 мм и 105 мм, тяжёлых 155 мм (короткоствольных), 105 мм (длинноствольных) и 85 мм, а также зенитных орудий 80 мм.
β. С 1935 года греческая армия ввезла всевозможное военное снабжение, из которого артиллерии предназначалось:
(1) Зенитные орудия: 25 орудий 88 мм, 54 орудий 37 мм и 108 орудий 20 мм
(2) 313 миномётов Брандта 81 мм
(3) Противотанковые орудия: 24 орудий 37 мм и 22 орудий 14 мм
В период греко-итальянской войны 1940-41 годов греческая артиллерия располагала:
(1) Горная артиллерия:
(α) Горные орудия Шнайдера 75 мм образца 1919 года (радиус 9000 м) — 192 орудий.
(β) Горные орудия Шнайдера 105 мм образца 1919 года (радиус 8.000 м) — 120 орудий.
(γ) Горные орудия Шкода 75 мм (радиус 6.000 м) — 18 орудий.
(δ) Горные орудия Шнайдера- Данглиса 75 мм — 48 орудий.
(ε) Горные орудия Шкода 105 мм образца 1916 года (радиус 6.350 м) — 7 орудий
(στ) Горные орудия 65 мм (радиус 5.500 м) — 110 орудий.
(2) Полевая артиллерия: по одному полку на каждый корпус армии, с полевыми орудиями Шнайдера 75 мм — в общей сложности 208 орудий.
(3) Тяжёлая артиллерия: по одному полку на каждый корпус со следующими диаметрами:

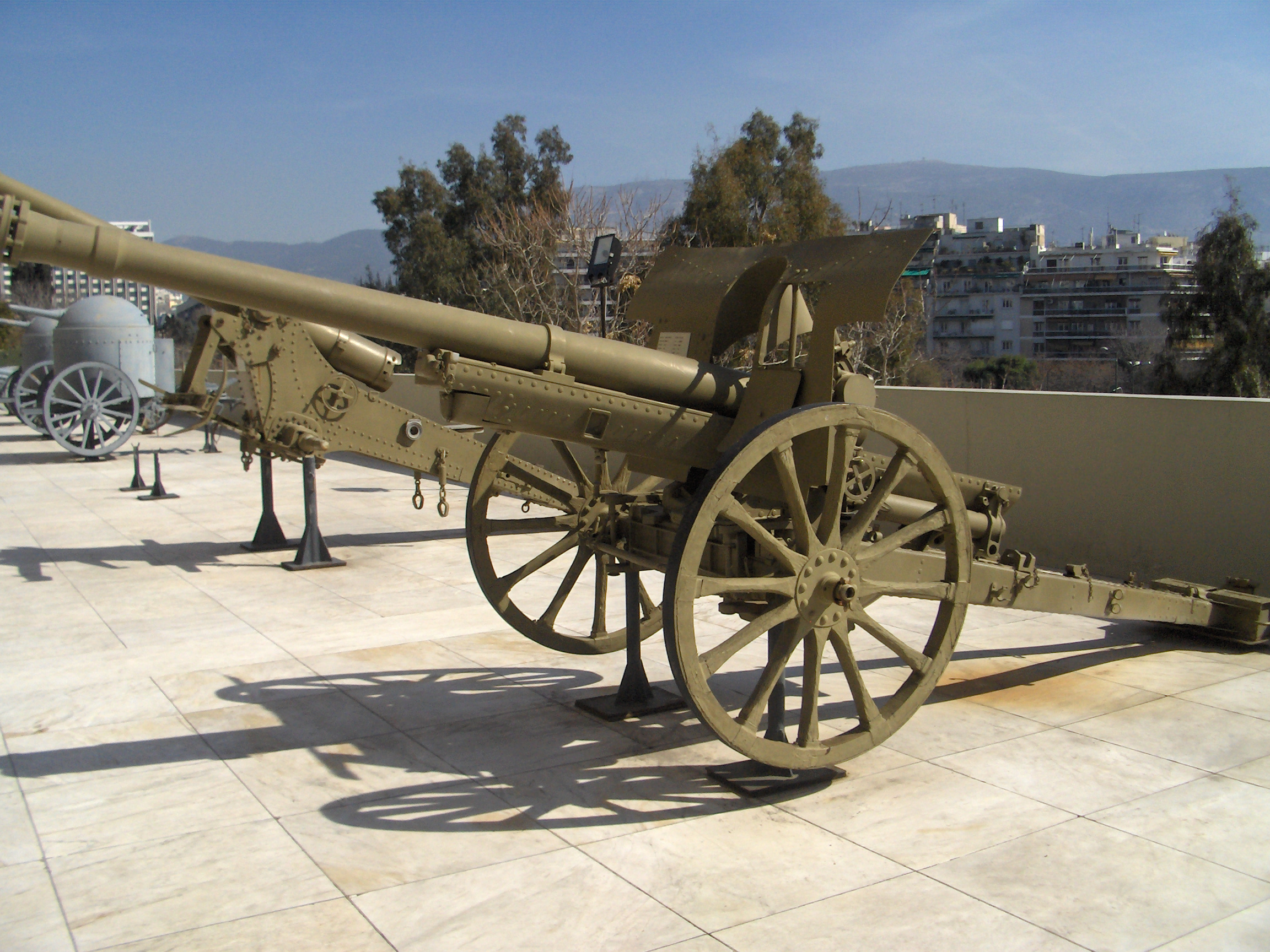
85-мм пушка 85 mle 1927 Schneider. Военный музей, Афины.

(α) Орудия Шнайдера 85 мм образца 1925 года, с раздвижными станинами (радиус 15.150 м) в общей сложности 48 орудий.
(β) Орудия Шнайдера 105 мм образца 1925 года, с раздвижными станинами (радиус 15.000 м) — 48 орудий.
(γ) Короткоствольные орудия Шнайдера 155 мм образца 1917 года (радиус 12.000 м) — 60 орудий.
(δ) Орудия Шкода 150 мм

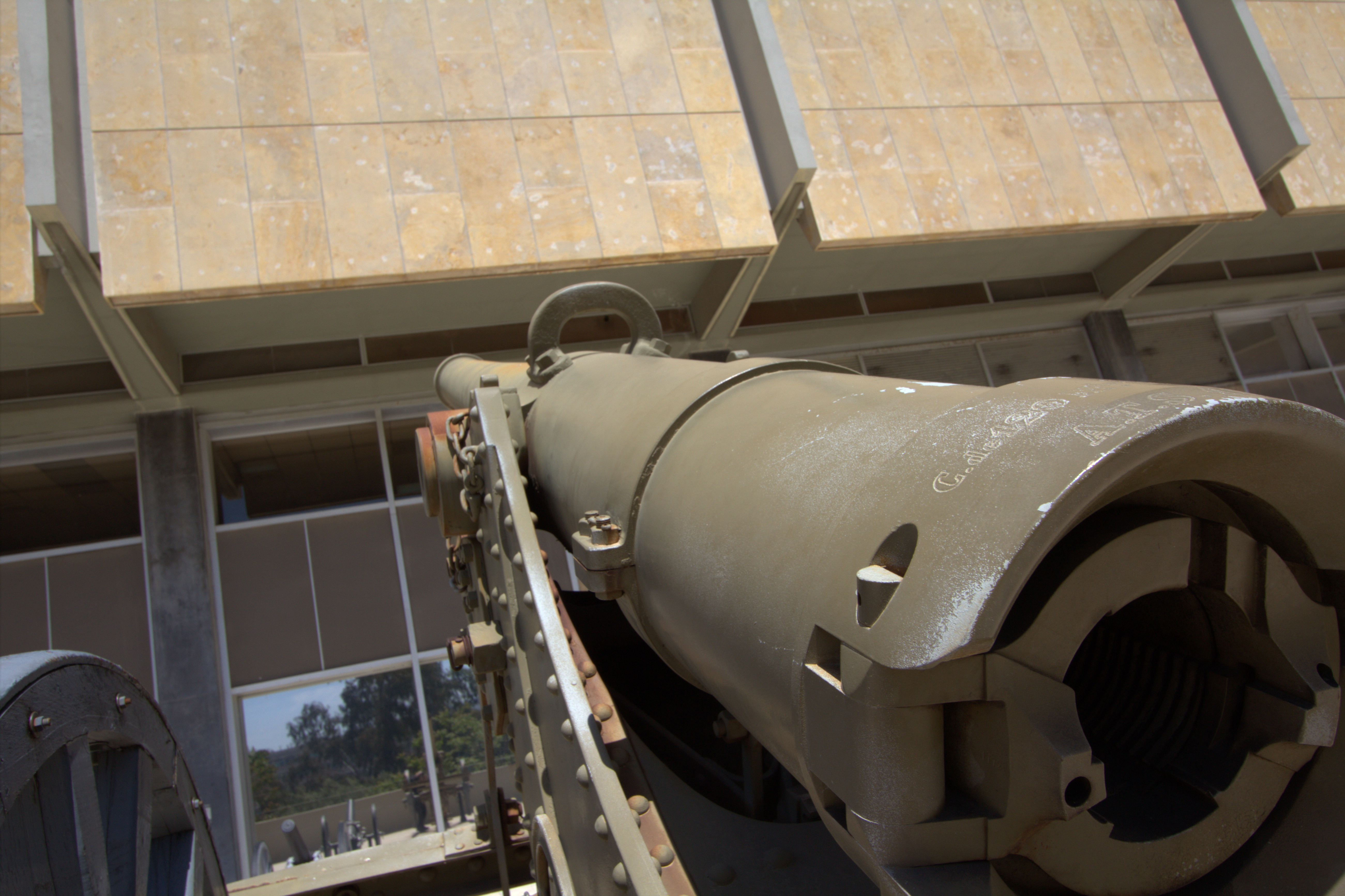
120 мм орудия Де Банжа. Военный музей, Афины.

(ε) Орудия Де Банжа 120 мм — 6 орудий
(στ) Гаубицы 6 дюймов — 24 орудий.
(ζ) Орудия Крупп 105 мм — 3 орудия.
Зенитная артиллерия располагала следующими орудиями:

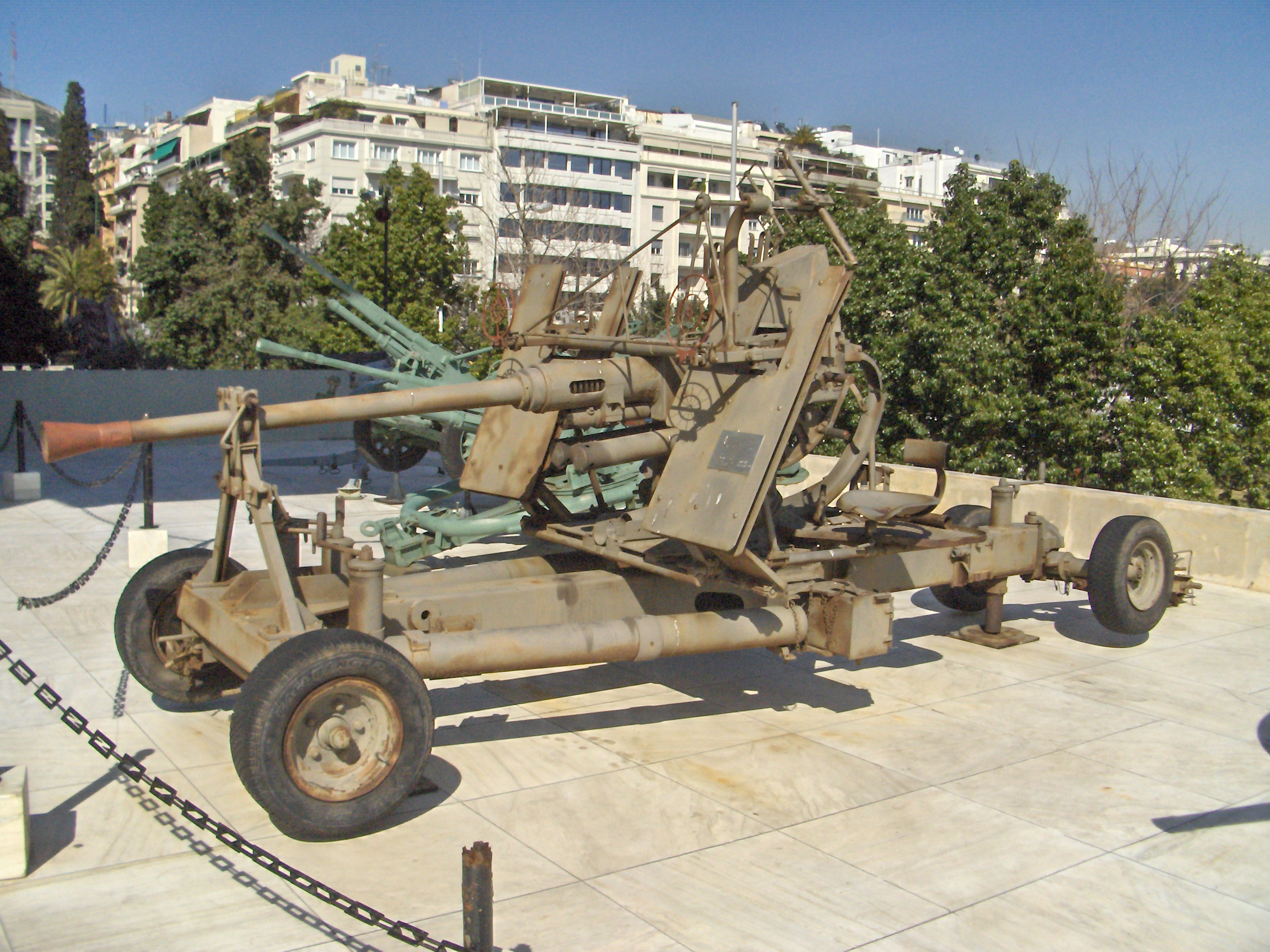
Зенитное орудие Bofors Mk I. Военный музей, Афины.

(1) Орудия Бофорс 80 мм образца 1930 года (радиус 14.500 м) — 4 орудия.
(2) Орудия Крупп 88 мм (радиус 14.700 м) — 25 орудий.
(3) Орудия Райнметал 37 мм образца 1937 года (радиус 6.800 м) — 54 орудий.
(4) Орудия Райнметал 20 мм образца 1937 года — 187 орудий.
(5) «Encyclopédie des armes» утверждает, что на декабрь 1938 года греческая артиллерия располагала 22 лицензиоными 40 мм зенитными орудиями Bofors L/60.
Противотанковая артиллерия использовала орудия Райнметал 37 мм общим числом в 24 единицы. Они были распределены в 6 батареях в фортификациях.
Кроме этого противотанковые снаряды были использованы полевыми и горными орудиями 75 мм.

## Греция накануне войны
После занятия Албании итальянцами в 1939 году, греческое правительство генерала Метаксаса пыталось избежать войны с Италией. Метаксас находил понимание у посла Италии в Афинах Э. Граци, который также пытался избежать войны между, как он писал, «Двумя благороднейшими странами мира, которым человечество обязано всем, чем располагает в духовной сфере». Последовала серия итальянских провокаций, кульминацией которых стало торпедирование «неизвестной» подлодкой старого греческого эсминца «Элли» в день православного праздника Богородицы 15 августа. Это «гнусное преступление», писал позже Граци, «создало по всей Греции атмосферу абсолютного единогласия… Муссолини достиг действительного чуда: греки были разделены. Его политика объединила их». Первым упреждающим греческим шагом стал занятие 20 августа полосы в 20 км вдоль албанской границы, которая с 1939 года была демилитаризована как жест нейтралитета. 3 октября Граци информировал Рим, что Греция мобилизовала 250 тыс. солдат.

## Отвергнутый ультиматум
Вечером 27 октября Граци получил текст ультиматума, который он должен был вручить 28 октября в 3 часа ночи, предоставив правительству Греции 3 часа на ответ. Не дожидаясь ответа, на многих участках границы итальянское наступление началось в 05:30. «Чувствуя отвращение к собственной профессии», за то что «долг сделал его соучастником подобного бесчестия», Граци предъявил ультиматум Метаксасу, в доме генерала.
Генерал прочитал ультиматум и печальным, но твёрдым голосом ответил на французском «Ну что ж, это война!» (фр. Alors, c'est la guerre!). Сегодня Греция отмечает ежегодно этот ответ и начало войны как День Охи (День «Нет»). Ни Муссолини, ни оккупированные страны Европы (кроме Британии), склонившие голову перед фашизмом, не ожидали этого ответа от маленькой страны. Андре Жид, обращаясь в тот же день к К. Димарасу как представителю Греции, говорил: «Вы представляете для нас пример мужественной добродетели и реального достоинства. И какую благодарность и восхищение вы вызываете, поскольку вы, в очередной раз, дали всему человечеству веру, любовь и надежду».
Но в действительности, как писал позже в своём докладе о греко-итальянской войне генерал Д. Катениотис, правительство Метаксаса и генеральный штаб, во главе с генералом Папагосом, не имели никакого отношения к последовавшим греческим победам. Более того, победы были достигнуты вопреки пораженческим действиям генштаба и благодаря действиям полевых командиров.
Ни Метаксас, ни Папагос не верили в победу греческой армии. За несколько дней до начала войны генерал Папагос, обращаясь к командиру Группы Армии Западной Македонии генералу Георгулису говорил, что « мы сделаем всего лишь несколько выстрелов в честь оружия». 30 октября, на второй день войны и обращаясь журналистам, Метаксас заявлял: «Но есть моменты, когда народ обязан, если он хочет оставаться великим, принять бой даже если у него нет никакой надежды победить».
Историк Т. Герозисис пишет: «Командование армии и диктаторский режим не подозревали, что младшие офицерские чины ощущали твёрдое намерение народа оказать сопротивление любому чужеземному вторжению.
Этим объясняется, что на поле боя в Элеа-Каламас генерал-майор Кацимитрос, "сумасшедший" командир VIII дивизии, добился "неожиданного" успеха, что на поле боя полковник Давакис и майор Каравиас, возглавляя отряд в две тысячи солдат и защищая фронт протяжённостью в десятки км, блокировали продвижение мощнейшей итальянской дивизии "Джулия"»:528.

## Начало Греко--итальянской войны

Итальянское вторжение и его отражение греческой армией в первые недели войны

Внезапное итальянское вторжение на рассвете 28 октября 1940 года позволило итальянским войскам продвинуться в первые дни. Однако итальянцы встретили ожесточённое сопротивление греческих частей, в результате чего вторжение было остановлено.
После успешной греческой обороны на хребте Пинда и сражения в секторе Элея-Калама греческие силы отбросили итальянцев назад, развивая наступление вглубь албанской территории ..

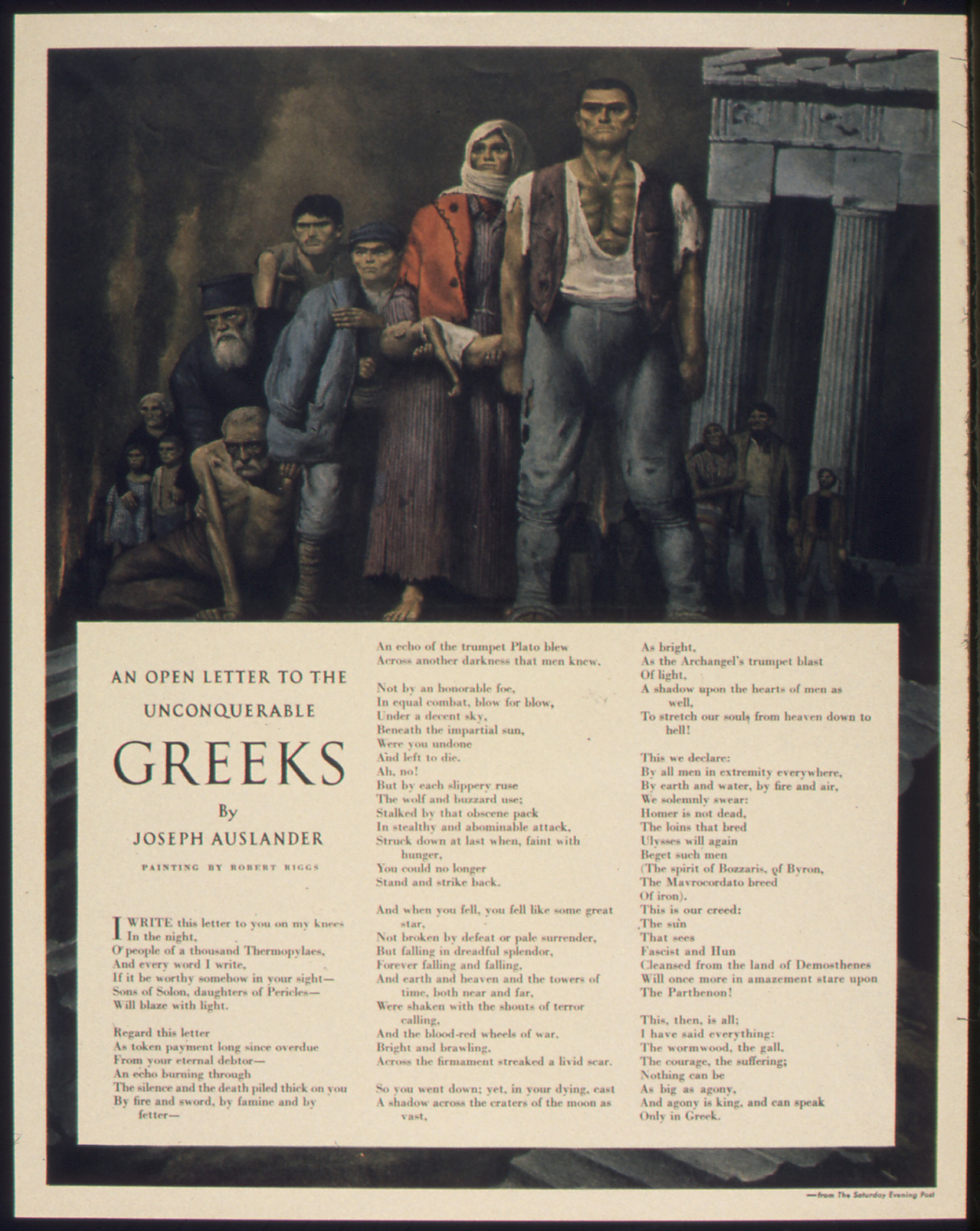
«Открытое письмо к непобедимым грекам» — из стихотворения Джозефа Аусландера. Американский пропагандистский постер

Это была первая победа свободного мира против сил Оси.
Американский поэт Джозеф Аусландер (Joseph Auslander 1897—1965) в своём стихотворении «Открытое письмо к непобедимым грекам», использованном в дальнейшем в постерах американской военной пропаганды писал: «Я пишу тебе это письмо на коленях, ночью, О народ тысяч Фермопил».

### Силы сторон
Ещё в период когда разворачивалась всеобщая мобилизация и сбор греческих дивизий, итальянское продвижение было не только было прервано, но с 14 ноября греческие силы предприняли всеобщее контрнаступление по всему фронту, от границы с Югославией до Ионического моря. Так на Албанском фронте греческая армия выставила 14 пехотных дивизий и 1 бригаду, и 1 Кавалерийскую дивизию. Эти силы были включены в Корпуса армии находившиеся в подчинении двух групп армии. Группа Армии Эпира включала в себя Α΄ корпус (II, ΙΙΙ, VIII дивизии и первоначально 3ю бригаду и Отряд Теспротии, которые впоследствии были расформированы и разделены между частями Α' корпуса), Β΄ корпус (I, IV, V, VI, XI, XV, XVII дивизии и первоначально 5я бригада, которая впоследствии в силу потерь была расформирована и разделена между частями Β΄корпуса). Группа Армии Западной Македонии, состоявшей из Γ' корпуса, Кавалерийской дивизии, пехотных XVI дивизии и 21й бригады.
Итальянцы непрерывно усиливали фронт новыми частями до конца декабря довели число дивизий до 15 пехотных и 1 бронетанковых. Несмотря на своё двукратное численное превосходство на начало войны, превосходство в артиллерии и абсолютное превосходство в воздухе, итальянцам не удалось сломить сопротивление греческой армии.
Греческая артиллерия приняла участие в войне следующими силами:
α. Артиллерия дивизий:
(1) 14 полков горной артиллерии по 3 дивизиона (по одному полку на каждую дивизию, общее число орудий в каждой дивизии — 24).
(2) 1 дивизион горной и 1 дивизион полевой артиллерии Кавалерийской дивизии (общее число орудий 20).
β. Артиллерия каждого из корпусов армии состояла из 1 полка полевой, 1 полка горной и 1 полка тяжёлой артиллерии — в общей сложности 84 орудий на корпус
γ. Артиллерия Генерального резерва состояла из 1 полка полевой, 1 полка горной, 1 полка тяжёлой артиллерии и 1 дивизиона орудий 6 дюймов, 1 дивизиона орудий Шкода 150 мм, 1 дивизиона орудий Шнайдера 155 мм и 1 батареи длинноствольных орудий 120 мм.
δ. Зенитная артиллерия состояла из:
(1) 4 полков зенитной артиллерии, по одному на Α΄, Β΄, Γ΄ и Δ΄ корпуса армии.
(2) 2 зенитных дивизионов Ε΄ корпуса.
(3) 2 зенитных батарей VIII пехотной дивизии в Яннина.
(4)1 зенитного дивизиона и 1 конной зенитной батареи Кавалерийской дивизии.
4. Артиллерия приняла участие в следующих основных сражениях:
α. Пинда и Элеа-Каламас 28/10 — 15/11/1940
β. при Морова-Иван 13/11 — 22-11/1940 и Занятие города Корча
γ. При Поградец, Островица, Премети, Аргирокастро и при Химаре 14/11/1940 — 28/12/1940
δ. при занятии Клисуры и её дальнейшей обороне 29/12/1940 — 26/3/1941
ε. При занятии и дальнейшей обороне Томару, Требеницы, высоты 731, Бубеси 29/12/1940 — 26/3/1941

## Сраженияна Пиндеипри Элеа-Каламас(28 октября — 13 ноября 1940)
Приграничный регион Пинда — Калама находится на северо-западе Греции. На территории Греции находятся горы Саракина, Цамада, Парамитья, Олицика, Мицикели, Немерцкос, Тимфи, Змоликас и Граммос. По горному хребту последнего и шла греко-албанская граница. Теоретически существовали две возможные линии обороны — непосредственно на границе, которая однако не обеспечивала стратегической глубины и создавала трудности в организации и полного укомплектования до начала войны, и линия по южному берегу реки Каламас.
Греческие силы в регионе состояли из VIII дивизии и «Отряда Пинда».
VIII дивизия располагала 4 пехотными полками, 15 пехотными батальонами, 9 горными батареями, 3 полевыми, 2 тяжёлыми, 1 отдельной батареей тяжёлых орудий.
«Отряд Пинда» располагал 51 м пехотным полком (за вычетом одного батальона), 1 ротой из батальона Коницы, 1 горной батареей, 1 батареей орудий 65 мм, 1 сотней кавалерии, группами миномётов, 1 санитарной ротой и взводом связи.
Накануне вторжения в Грецию, итальянские части в Албании насчитывали: 52.000 человек, то есть 27 батальонов пехоты, 67 артиллерийских батарей из которых 18 тяжёлых, 90 танков, 3 кавалерийских полков, 2 батальона миномётов и 1 отдельный кавалерийский эскадрон.

### Планы действий противников
Греческий план операций, который был составлен после занятия Албании итальянцами, был в своей основе оборонным и предусматривал борьбу на два фронта — против Италии и Болгарии, в случае одновременного вторжения их войск.
На 27 октября 1940 года для театра операций в Эпире существовали два плана операций — план ΙΒ и план ΙΒα.
План ΙΒα предусматривал оборону на выдвинутой приграничной линии река Каламас (Тиамис) -Элеа (Калпаки) — Гамила — Змоликас — Ставрос (Граммос).
План ΙΒ предусматривал оборону на линии река Арахтос — Зигос у городка Мецово.
Штаб VΙΙΙ дивизии принял решение применить план ΙΒα.
Итальянский план предусматривал на первом этапе внезапной атакой занять Эпир и нейтрализовать находящиеся там греческие силы, с одновременным занятием Керкиры и других греческих островов Ионического моря. На втором этапе план предусматривал занятие Западной Македонии.

### Пинд
Итальянцы развернули 3-ю альпийскую дивизию «Джулия», при поддержке 6 батарей горных орудий и 47-й пехотной дивизии «Бари» в качестве основного наступательного клина, с задачей как можно быстрее занять стратегические горные перевалы Пинда. В ходе заседания итальянского Военного комитета, командующий сил в Албании, генерал Себастьяно Висконти Праска заявил, что хребет Пинда не будет проблемой для итальянских соединений, как не стали Альпы проблемой для Ганнибала, и дивизия легко достигнет Афин. Граци считает, что итальянские действия были детской имитацией того, что было сделано Германией при занятии Дании и Норвегии. С другой стороны, греческое командование разделило театр операций также, как Пинд географически делил северо-запад Греции на сектор Эпира и Македонии. На стыке секторов был расположен «Отряд Пинда», которым командовал полковник К. Давакис. Отряд был развёрнут на фронте в 35 км на хребте Пинда.
Основной задачей дивизии «Джулия» было продвинуться вдоль хребта Пинда и занять стратегический проход у Мецово, что могло критически повлиять на исход сражения, поскольку нарушило бы греческие линии снабжения и отсекло их силы в Эпире от сил в Македонии. Дивизия «Джулия» совершила под снегом и дождём марш-бросок в 40 км и заняла село Вовуса, но не смогла дойти до Мецово. Отряд Давакиса отходил шаг за шагом, изматывая итальянцев. 2 ноября полковник Давакис был тяжело ранен во время рекогносцировки у села Фурка, но итальянцам стало ясно, что у них больше нет сил и снабжения чтобы продолжить это наступление, с учётом приближения греческих подкреплений.
3 ноября итальянские передовые соединения были окружены. Командир дивизии «Джулия» запросил свой штаб о проведении вспомогательных атак, чтобы ослабить давление на дивизию, а также бросить в бой резервы. Но подкрепления из Албании были не в состоянии дойти до отрезанных итальянских сил, и «Джулия» понесла тяжёлые потери. Одновременно греческие подкрепления прибыли в сектор Пинда, а оказанная им помощь местного населения, включая мужчин женщин и детей, была неоценимой. Положение для итальянцев стало тяжёлым: они оказались в мешке под давлением наступавших греческих соединений, где «Джулия» была разгромлена. Сёла Самарина и Вовуса, первоначально занятые в ходе итальянского наступления, были отбиты наступающими греческими силами 3 и 4 ноября. Менее чем за неделю все остальные итальянские соединения были отброшены на исходные позиции. 13 ноября вся фронтовая зона была очищена от итальянских соединений, и сражение завершилось полной победой армии Греции. Большое значение для греческого успеха имела неспособность итальянской авиации сорвать мобилизацию и развёртывание греческих сил, а с учётом этого фактора географические и технические трудности греческой армии с транспортировкой людей на фронт стали преодолимыми и были решены.
В результате провалившегося наступления, итальянская дивизия «Джулия» потеряла 5 тысяч человек.

### Вторжение в Эпир — сражение при Элеа-Каламас
28 октября 1940 года в 05:30, используя элемент внезапности и после мощного артобстрела греческих пограничных постов в теснинах Хани Делвинаки и Филиата, итальянцы вторглись в Эпир. Итальянцы наступали колоннами, создавая картину скорее марша, нежели сражения. На второй день, 29 октября, в 16:00, итальянские части продвигались с той-же неуверенностью, в то время как механизированная колона выступившая из Хани Дзеравинис была обстреляна греческой артиллерией и укрылась в Хани Делвинаки.
Линия фронта оставалась стабильной.
2 ноября в 09:00 итальянская авиация начала бомбёжку греческих позиций и с полудня в бомбардировку включилась вся итальянская артиллерия. В 14:30 артобстрел прекратился и в атаку пошли части Дивизии Феррара. ΄
Однако меткий огонь греческой артиллерии дезорганизовал наступающих и замедлил их продвижение в силу потерь. Два итальянских батальона застигнутые огнём греческой артиллерии в ущелье у высоты Псилорахи были полностью рассеяны.
В течение ночи отборные части итальянской пехоты, вместе албанскими солдатами, прошли горными тропами, и атаковали высоту Грабала, вынудив к отступлению находившуюся там греческую роту. Но через несколько часов, утром 3 ноября, греческие части предприняли контратаку и отбили высоту.
Расположившийся в ущелье Каливья Аристис весь итальянский 47й пехотный полк был уже готов подняться на высоту Грабала и продолжить наступление к высотам 1060—1090. Однако его концентрация была обнаружена в 06:00 греческой артиллерией, 4 батареи которой расстреляли этот полк, вынудив итальянское командование отменить его атаку.
Утром 3 ноября стороны обменивались артиллерийским огнём. Но с полудня, после бомбёжки итальянской авиацией и артиллерией высот Грабала — Ассоиса и Псилорахи, итальянская пехота вновь предприняла атаку к их занятию. Результативный огонь греческой артиллерии и пулемётов вынудил атакующих отступить. Но итальянское командование настаивало. В 16:00 в атаку пошли 60 танков, выдвинувшиеся двумя колоннами. Первые танки пали в противотанковый ров, в то время как другие вступили в минные поля, где и были уничтожены.
Последовало смятение и беспорядок среди итальянских танкистов, в результате чего обе танковые колонны стали отличными мишенями для греческой артиллерии.
5 ноября, проведя более полную подготовку, итальянцы предприняли генеральную атаку. В течение всего дня греческие позиции обстреливались артиллерией и авиацией. В 10:00, после двухчасового обстрела авиацией и артиллерией, итальянцы атаковали греческие позиции слева от Калпаки, но были остановлены, в основном огнём греческой артиллерии. Одновременно в секторе Паракаламос, итальянские танки были остановлены огнём греческой артиллерии и отступили в беспорядке.
В секторе Теспротии 5 ноября итальянцам сопутствовал относительный успех — в 14:30 и при поддержке авиации и артиллерии, итальянские части сумели навести плавмост через реку Каламос, и создать плацдармы южнее реки.

### Сражение за Корчу (14 — 27 ноября 1940)
Главными направлениями итальянского вторжения 28 октября были ось Калпаки- Яннина-Превеза и вдоль побережья Теспротии. На северо-западе Македонии итальянцы ограничились ограничились авиационной и артиллерийской бомбардировкой греческих позиций на всю глубину их расположения и несколькими локальными операциями.
Греческому генштабу удалось не только сдержать силы противника наступавшими против Γ' корпуса и улучшить его положение, но и отправить другие значительные силы на этот фронт. Кроме того солдаты греческих частей приобрели моральное превосходство против солдат противника, несмотря на то что противник обладал превосходством в средствах ведения войны, артиллерии, авиации.
Появившиеся на полях сражений итальянские танки действовали нерешительно и были остановлены и отражены огнём греческой артиллерии.
Локальные операции Γ' греческого корпуса завершились до 6 ноября 1940 года и оставалось предпринять основное наступление к Морова — Иван.
Регион Морова — Иван занимал горное плато Корчи с востока. Рельеф массива Моровы был прерывистым и характеризовался чрезвычайно обрывистыми оврагами. Местность являлась укреплённой по своей природе, но была дополнительно укреплена итальянцами и организована фортификациями в период 1939-40.
Регион Иван был скалистым и крутым, во многих местах продвижение частей было не просто трудным, но и невозможным.
Силы противников:
(1) Γ' греческий корпус располагал ΧV, ΙΧ, Χ дивизиями, двумя батальонами Ι дивизии, тремя пулемётными батальонами и разведгруппой корпуса армии.
В отношении артиллерии корпус располагал: 14 батареями тяжёлой артиллерии, 14 батареями горной артиллерии, 9 батареями полевой артиллерии
(2) На 13 ноября итальянские силы состояли из 3 дивизий. Полки располагали многочисленными пулемётами, миномётами разных калибров и мощной артиллерией. Кроме того итальянцы располагали танковыми частями и мощной авиацией.
Планы противников:

Греческое наступление в Северном Эпире (Южной Албании) с 13 ноября 1940 года по 7 апреля 1941 года, то есть до второго дня немецкого вторжения в саму Грецию

(1) Согласно приказу греческой Группы Армии Западной Македонии начать наступление 14 ноября, Γ' корпусу была поставлена задача: "Обеспечить линию Ιβα, (после чего) занять горный массив Морова-Иван и перекрыть поперечной оси εγκαρσίας Эрсека — Корча.
План действий самого Γ' корпуса предусматривал внезапную, без артподготовки, атаку 14 ноября силами трёх дивизий в направлении Несторио-Дарза-Корча и Пиксос-Иван Корча.
(2) Итальянский план предусматривал :
(Стабильную оборону на линии Мали Тат — Морова — Грамос с упором на перевалы Цагони и Дарзас, для полного обеспечения региона Корчи.
Прикрытие левого фланга сил атакующих в Эпире
Создание мобильного резерва под контролем командования, для проведения контратак.
Участие артиллерии в сражении:

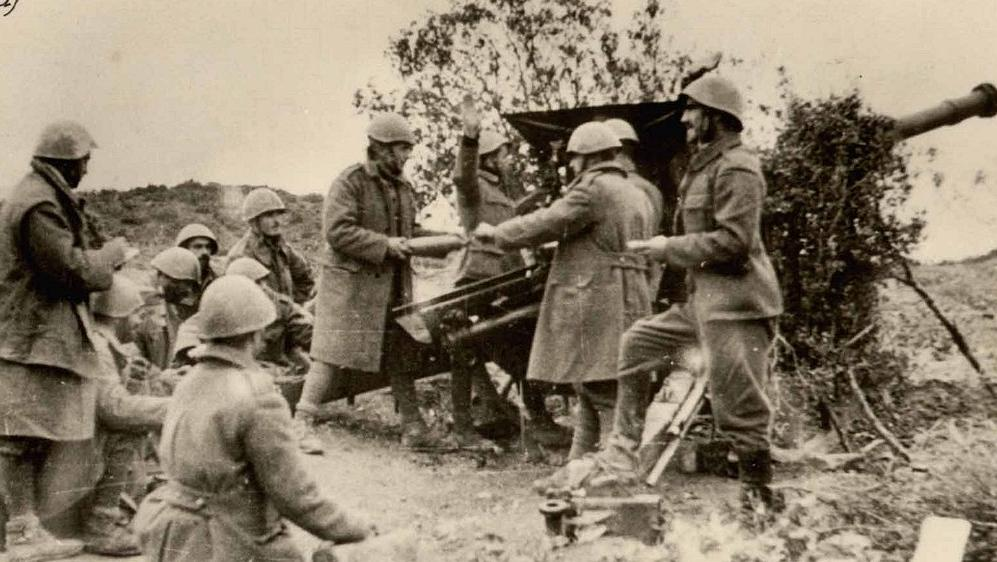
Грческое 85 мм орудие Шнайдера образца 1927 в сражении на Морова, ноябрь 1940 года

Соблюдая генеральный план, греческое наступления началось в 06:30 14 ноября 1940 года на всём фронте Γ' корпуса. Так XV дивизия (на правом фланге) атаковала в двух направлениях без артподготовки. Сопротивление итальянцев на всей линии фронта было значительным, и поддержка оказанная им артиллерией и авиацией была существенной.
Расширение прорыва у Сал и занятие Николица (15 ноября):
(α) Штаб Γ' греческого корпуса приказал 15 ноября своим дивизиям продолжить наступление для завершения поставленных задач. В северном секторе XV дивизия не продолжила наступление, в силу невозможности выдвинуть артиллерию (отсутствие укрытых позиций), что оставляло её без поддержки. В южном секторе Χ дивизия начала 14 ноября в 06:30 внезапное наступление на всём своём фронте, после чего наступление стало поддерживаться мощным огнём греческой артиллерии.
(β) Греческая лёгкая артиллерия (горная и полевая), благодаря слаженной работе наблюдателей и связистов, сумела после частых и поэтапых передислокаций, оказать существенную поддержку пехоте.
(γ) Тяжёлая артиллерия, кроме успешной поддержки наступающей пехоты, дерзко выдвинулась на недоступные для транспорта высоты восточнее реки Деволи и поражала своим огнём позиции итальянской артиллерии на восточных предгорьях Моровы и в западном входе в теснину Цагони.
(δ) Итальянцы в целом оказали упорное сопротивление в течение всего дня, поддерживаемые огнём орудий всевозможного калибра и самолётов, бомбардировщиков и истребителей. Итальянская авиация непрерывно бомбила и обстреливала наступающую греческую пехоту и возможные позиции артиллерии и резервов, но без значительных результатов.
Согласно приказу штаба Группы Армии Западной Македонии от 14 ноября продолжить свою деятельность « ……. на узком фронте, в соответствии с располагаемыми средствами и в жизненно важных направлениях…..»
17 ноября Χ дивизия выдвинула «Отряд Бегетиса» из Пропа к Дарза и разведгруппы к Бигла-Дреново. В результате была занята высота Бигла и греческая артиллерия взяла под контроль своих орудий дорогу Корча — Эрсека, а также аэродром и казармы Корчи.
В течение 19 и 20 ноября готовились к наступлению, заняв исходные позиции на линии Кресова — высоты западнее Казан — у высот 1879, 1827, 1720 южнее Дарзы.
Наступление началось 21 ноября в 14:00, в густом тумане и после часовой артподготовки. Χ дивизия заняла высоту 1879, которая имела исключительно большое значение для итальянской обороны.
Наступление непрерывно поддерживалось огнём греческой артиллерии.
После жестоких боёв 21 ноября горные массивы Морова-Иван были заняты греческими частями. На следующий день первый батальон IX дивизии вошёл в город Корча, оставленный итальянцами незадолго до этого.
Взятие Корчи и других городов Северного Эпира вызвало взрыв энтузиазма в Греции, тем более, что для греков Северный Эпир был греческой землёй, с греческим населением, освобождённой греческой армией от турок в 1913 году, но оставшейся вне пределов греческого государства, как писал Rene Puaux, по вине «витающих в облаках итальянских империалистов».
Более 1.000 итальянских солдат были взяты в плен в ходе сражения. Наступление было продолжено в последующие дни. Греческая армия, наступая и уверенно продвигаясь на территории Северного Эпира, 6 декабря вошла в порт Агии Саранта и двумя днями позже в Аргирокастро.
Результаты сражения Морава-Иван и развивающееся греческое наступление на Поградец (26.11.1940-10.12.1940) привели к тому, как следует из дневников Чиано, Галеаццо, что 4 декабря Муссолини был готов просить перемирия:536.

### Развивая греческое наступление
После занятия Корчи последовало Сражение при Химаре 13-22 декабря, в котором греческие солдаты захватили итальянскую горную артиллерийскую батарею и пленили её командира и вышли в долину реки Шушица (Shushicë) у окраин Авлоны, где было захвачено много итальянских орудий и боеприпасов..
Греческие войска вступили в Химару утром 22 декабря, встречаемые с энтузиазмом населением города.
Наступление греческой армии увенчалось в январе 1941 года занятием ущелья Клисура.
Занятие этого стратегического прохода греческой армией было признано большим успехом союзниками. Главнокомандующий британскими силами на Ближнем Востоке Ближневосточное командование маршал Уэйвелл, Арчибальд поздравил телеграммой А. Папагоса с этим успехом греческой армии.
Последовало Итальянское весеннее наступление (9-16 марта 1941 года), которое было последней попыткой итальянской армии нанести поражение греческой армии, продвинувшейся глубоко на территорию подконтрольной итальянцам Албании.
Наступление началось под личным наблюдением итальянского диктатора Бенито Муссолини и закончилось неделей позже полным провалом.
Решающими факторами итальянского поражения стали неспособность итальянской артиллерии подавить греческую и высокий моральный дух греческой армии.

## Заключения о участии греческой артиллерии в греко-итальянской войне

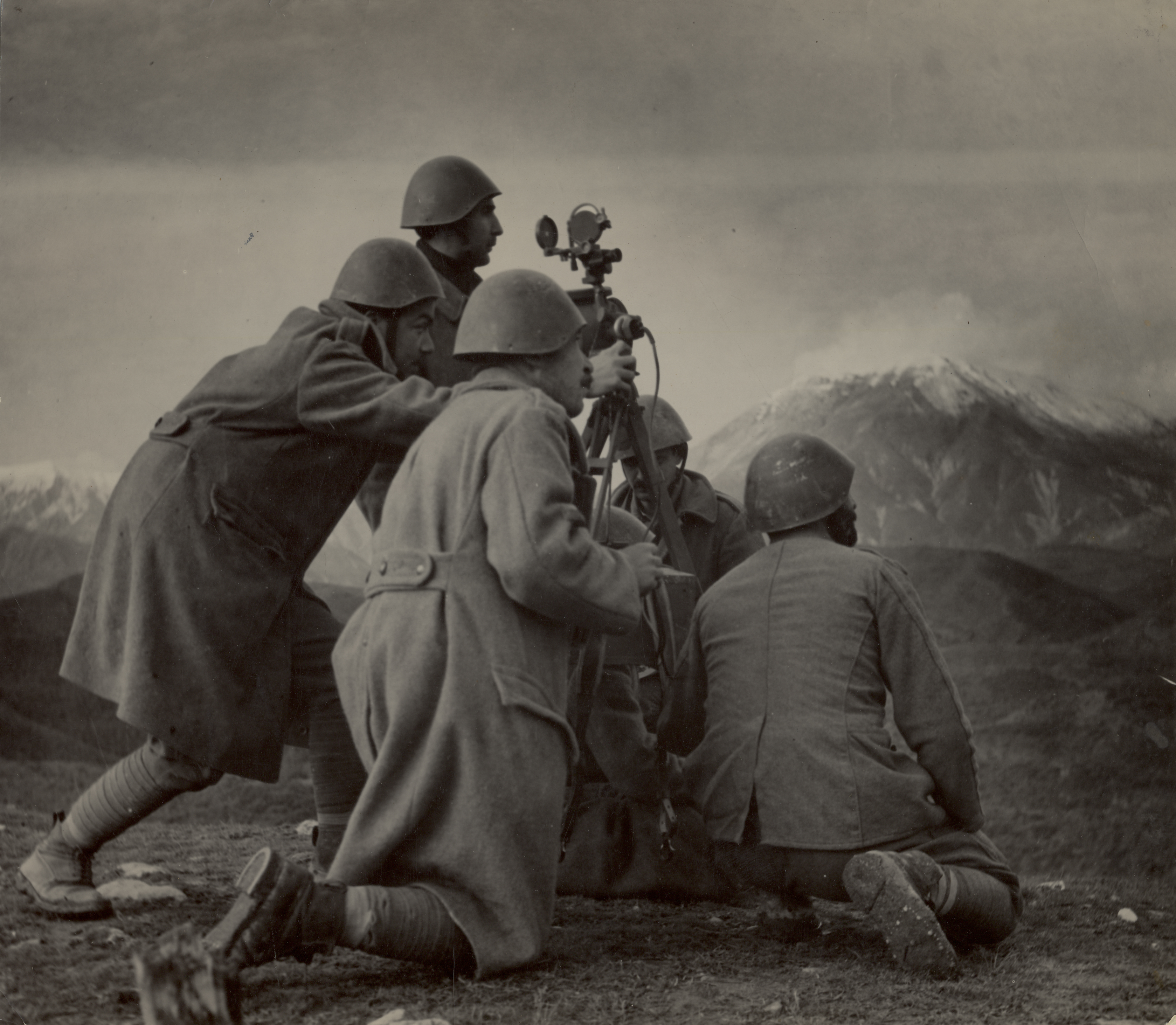
Греческие солдаты с дистанциометром на фронте Албании

Историки греческой артиллерии считают, что она внесла решительный вклад в победный для греческого оружия исход греко-итальянской воны. Однако в силу своего состава и состояния греческая артиллерия имела множество проблем:
(1) Неоднородность горной и тяжёлой артиллерии.
(2) Многие орудия (большинство полевых и значительное число тяжёлых) были трофеями Первой мировой войны и их неполадки были частыми.
(3) Артиллерия генерального резерва не располагала достаточной дальнобойностью и маневренностью. Не считались подходящими для Артиллерии Генерального Резерва ни горные орудия 65 мм, ни медленнострельные орудия 6 дюймов, ни длинноствольные 120 мм орудия, буксируемые кроме того животными.
(4) Зенитная артиллерия была недостаточна даже для ограниченной степени воздушной обороны греческой армии.
(5) Артиллерия в целом столкнулась с отсутствием средств передвижения, что создавало трудности в её передислокации и в, особенности, в транспортировке боеприпасов.
Однако, несмотря на все эти недостатки и трудности:
α. Зенитная артиллерия, несмотря на недостаточность своих средств, вынудила итальянских пилотов бомбить и обстреливать свысока, уменьшив решительным образом результативность их огня.
Комдив VIII дивизии, генерал Х. Кацимитрос, пишет что при всей скудности своих средств, в начальных боях в Эпире, зенитная артиллерия его дивизии сбила 9 итальянских самолётов.
β. Несмотря на свои проблемы, греческая артиллерия выходила победителем из артиллерийских дуэлей, уничтожила наступающие итальянские части в сражении при Калама под возгласы эвзонов, наблюдавших с окружающих высот и рукоплескавших при каждом успешном выстреле.
γ. После атаки итальянцев на Калпаки 3 ноября 1940 греческая артиллерия остановила первую танковую атаку предпринятую против греческих частей.
Несмотря на трудные погодные условия и горный рельеф местности, сложности с снабжением и транспортировкой, греческая артиллерия поддержала пехотные части во всех сражениях и стала одним из главных факторов греческой победы.
Тот же генерал Кацимитрос с признательностью пишет о командире артиллерии своей дивизии полковнике Маврояннисе, полковнике артиллерии Асимакопулосе, подполковнике артиллерии Циггрисе, командирах артиллерийских дивизионов и батарей Костакосе, К. Версисе, Г. Андрулакакисе, К. Тасонисе, И. Папарроду, Папавасилопулосе.
Сами итальянцы печальным образом признают деятельность батарей майора Д. Костакоса в Гритиани и батареи тяжёлых орудий капитана К. Вамвециса, которую они прозвали ¨Батарея привидение¨.
Отмечается также что 3/40 полк эвзонов, полковника Т. Цакалотоса, располагая одной лишь артиллерийской батареей и непрерывно передислоцируя её ночами, сумел создать у противника впечатление, что полк поддерживается многими батареями.

## Военно-политическая дилемма
Греческие победы создали предпосылки полного разгрома итальянской армии в Албании, но делали вероятным вмешательство Гитлеровской Германии, которая не могла допустить разгрома своего основного союзника.
В начале 1941 года англичане предложили Метаксасу послать свои силы на фронт Эпира. Метаксас попросил 10 дивизий и соответствующую авиацию. Англичане предложили только 2 дивизии и малые авиационные силы. Метаксас счёл предложение ловушкой, считая что англичане в действительности не собираются расширять греческий плацдарм и просто провоцируют Германию этими малыми силами, отвлекая её от других фронтов.
Считая что с таким соотношением сил, в случае германского вторжения, Греция станет героической жертвой геополитической игры, Метаксас ответил: «Лучше не присылайте нам ничего. Единственное чего вы добьётесь в этом случае, это спровоцировать нападение немцев.».
Метаксас умер 29 января. Возглавивший правительство А. Коризис, после бурных совещаний с союзниками, согласился на отправку в Грецию этих малых британских сил.
В начале марта началась переброска в Грецию из Ближнего Востока 2 пехотных британских дивизий и одной танковой бригады, занявших далёкую от фронта линию обороны в Западной Македонии и севернее Олимпа. Генералы М. Дракос, Д. Пападопулос и Г. Космас, считая что это был лишь шаг геополитики, открыто выразили своё возражение о целесообразности пребывания на греческой территории и в ожидании немецкого вторжения столь слабых британских сил. Они сочли, что эти маленькие силы могут стать лишь поводом и оправданием для немецкого вторжения. Генералы считали, что греческие войска должны были оставлены самими отразить немецкое вторжение и «пасть на поле боя и чести» перед колоссальным в числах и средствах врагом, но лишить его «любого» якобы дипломатического или военного оправдания. В любом случае, маленький британский корпус, лишённый достаточной воздушной поддержки, не мог оказать существенной помощи греческой армии. После заявления трёх генералов, генштаб счёл, что их взгляды не соответствуют взглядам штаба и отправил их в отставку 7 марта 1941 года, за месяц до немецкого вторжения.

## Накануне германского вторжения
После итальянского вторжения 28 октября 1940 года, Германия уже в ноябре приняла решения атаковать Грецию, несмотря на свои заверения о дружественных намерениях.
Германский генштаб подготовил план операции «Марита» в декабре 1940 года, подписав также соглашение об участии болгарской армии в войне и предоставлении Болгарии греческих территорий в Македонии и Фракии:545.
Германия начала ввод своих частей в союзную ей Болгарию 6 февраля 1941 года и развёртывание их на греко-болгарской границе. Одновременно Болгария мобилизовала 14 своих дивизий:542.
2 марта, на территорию Болгарии вступила 12я германская армия и 9 марта авангарды её дивизий вышли к греко-болгарской границе.
Югославия первоначально (25 марта 1941 года) подписала Соглашение о дружбе и сотрудничестве с Осью. Однако в ночь с 26 на 27 марта в Белграде произошёл переворот и новое правительство объявило 29 марта мобилизацию.
После событий в Югославии, греческое правительство получило возможность усилить силы в Восточной Македонии за счёт сил расположенных в приграничной с Югославией горой Вермион, дожидаясь только прибытия британских сил на позиции оставляемые передвигаемыми в Восточную Македонию частями.
Первой в Группу дивизий Восточной Македонии (ΤΣΑΜ) была передана ΧΙΧ механизированная дивизия.

## Линия Метаксаса
Если греко-сербские отношения были традиционно дружественными и греко-сербская граница оставалась неукреплённой, то греко-болгарские отношения были напряжёнными практически с момента создания болгарского государства в конце XIX века.
Тот факт, что Болгария не присоединилась в межвоенный период к альянсу Сербия-Греция-Турция, усиливал подозрение в том, что Болгария может предпринять военные действия против Греции, с целью получения реванша за поражения во Второй Балканской и Первой мировой войнах и пересмотра их результатов. Было принято решение возвести укрепления на всём протяжении греко-болгарской границы. Работы начались в 1936 году.
Линия Метаксаса располагала 21 фортами и представляла собой сеть подземных туннелей, которые включали в себя наземные укреплённые комплексы, с наблюдательными постами, артиллерийскими и пулемётными дотами, а также сеть противотанковых рвов, зоны железобетонных противотанковых надолбов двойных и тройных линий сдерживания.

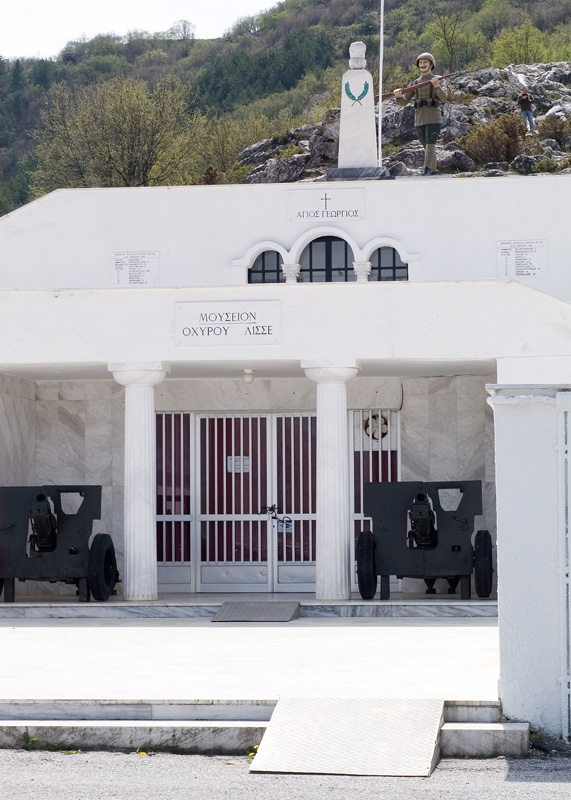
Внешний вид музея Форта Лиссе, часовня Святого Георгия и памятник

К примеру, один из 21 фортов, Форт Лиссе, располагал:
- 3 орудиями 75 мм
- 3 противотанковыми орудиями 37 мм
- 1 зенитным орудием 20 мм
- 2-миномётами 81 мм
- 22 пулемётов

Гарнизон форта состоял из 12 офицеров и 457 солдат.

## Силы сторон
На новом (ожидаемом), греко-немецком фронте греческая армия располагала:
(α) В Центральной Македонии Группой Армии Центральной Македонии (ΤΣΚΜ), которая включала в себя ΧΙΙ и ΧΧ пехотные дивизии.
(β) На болгарской границе была развёрнута Группа Армии Восточной Македонии (ΤΣΑΜ), которая включала в себя Группу дивизий (ΧΙV и XVII дивизии), VII пехотную дивизию, ΧΙΧ механизированную дивизию, Бригаду Нестоса и Бригаду Эвроса
Силы выставленные германским командованием против Греции насчитывали 3 бронетанковые дивизии, 2 горные, 4 пехотные и 1 резервную, 2 отдельных усиленных полка.
Артиллерия противников — греческая:
Группа Армии Восточной Македонии:
1/ Бригада Нестоса с 2 артиллерийскими батареями и 6 противотанковыми орудиями.
2/ VII дивизия располагала 76 орудиями разных калибров распределённых среди 15 батарей.
3/ XIV дивизия располагала 90 орудиями разных калибров распределённых в VII горном дивизионе, Δ1 полевом дивизионе и 1 батарее орудий 75 мм
4/ XVIII дивизия располагала 51 орудиями (27 лёгкими, из которых 5 в фортификациях Линии Метаксаса, 12 средними и 12 подвижными полевыми) и 1 противотанковым. Все эти орудия были распределены между 1 горной батареей 65 мм, 1 взводом орудий 85 мм, 2 горными батареями, 1 взводом орудий 105 мм, 2 полевыми батареями, 2 батареями орудий 6 дюймов, 1 взводом длинноствольных орудий 85 мм, 4 противотанковыми патрулями с полевыми орудиями 75 мм. Кроме этого 1 полевая батарея была оставлена в Салониках, на случай немецкой воздушно-десантной операции.
Британский экспедиционный корпус, расположенный на (ожидаемой) второй линии обороны в Центральной Македонии, состоял из VI австралийской дивизии, II новозеландской дивизии, 1 кавалерийского полка, 1 полка тяжёлой артиллерии, 1 пулемётного батальона и I британской бронетанковой бригады.
Каждая дивизия располагала 3 полками полевой артиллерии (72 орудий), 1 полком противотанковых орудий (72 орудий), 1 полком противотанковых орудий 47 мм (42 орудия) и 1 полком зенитных орудий (42 орудий 40 мм).
В том что касается артиллерии, греко-британские силы располагали в общей сложности:
1/ Горных орудий : 86 (греческие).
2/ Полевых орудий 75 мм : 258 (90 греческих, 168 британских).
3/ Средних орудий : 83 (66 греческих, 17 британских).
4/ Зенитных орудий 37 и 40 мм : 104 (12 греческих, 92 британских).
5/ Зенитных орудий 20 мм : 18 (греческие).
6/ Противотанковые орудия 37-47 мм : 146 (26 греческих, 120 британских).
7/ Полевые орудия 75 мм используемые как противотанковые : 57 (греческие).
8/ Противотанковые орудия 20 мм : 25 (греческие).
(2) Германо-болгарская артиллерия:
(α) На 5 апреля неприятель выставил 10 немецких дивизий, из которых 4 бронетанковые, и 4 болгарские дивизии (Греческая историография не отмечает непосредственное участие болгарских дивизий в вторжении, что подтверждает утверждение, что болгарские дивизии служили тыловым прикрытием для германских соединений, однако при этом греческая историография суммирует артиллерию немецких и болгарских дивизий).
Эти дивизии поддерживались следующей артиллерией:
1/ Горных орудий, 72.
2/ Полевых орудий 75 мм, 654.
3/ Средних орудий, 360.
4/ Зенитных орудий 20 мм, 686
5/ Противотанковых орудий 37 — 47 мм, 863.
6/ Противотанковых орудий 20 мм, 686.
Неоспоримым фактом является превосходство в числах германо-болгарской артиллерии против греко-британской, 1086 орудий против 427.

## Планы сторон
Греческие планы предусматривали:
(α) Во Фракии — прикрытие греко-болгарской границы восточнее озера Вистонида и обеспечение плацдарма Питион в треугольнике греко-болгаро-турецкой границы
(β) В Восточной Македонии — оборона на Линии Метаксаса от реки Нестос до Дойранского озера. Греческая армия была готова принять бой, но при огромном перевесе сил в пользу противника и отсутствия стратегической глубины у этой узкой полосы греческой территории, должна была предусмотреть вероятность оставления Восточной Македонии-Фракии. В случае невозможности отхода западнее реки Аксиос, отход к городу Кавала для эвакуации морем в другие регионы.
(γ) У горы Вермион «Группа W» (греко-британские силы), должна была установить линию обороны для прикрытия материковой Греции и не дать немцам выйти в тыл основных сил греческой армии, продолжавших сражаться против итальянцев в Албании.
Германский план предусматривал:
(α) ΧΧΧ корпус армии должен был наступать в Восточной Македонии, пытаясь выйти кратчайшим путём к Эгейскому морю атаковать с востока греческие позиции на реке Нестос.
(β) XVIII горный корпус армии должен был наступать против линии Белес — Ангистро — гора Врондус — Като Неврокопи в попытке прорваться через теснину Рупеля, с одновременным обходным манёвром через югославскую Струмицу и следуя долиной реки Аксиос выйти к Салоникам.
(γ) XL танковый корпус должен был пройти через югославские Скопье и Битола и прорвать греческие позиции, оставляя на востоке греческие силы на линии Белес-Нестос и на юге линию Вермион — Олимп, окончательно разделяя греческие и югославские силы.

## Германское вторжение

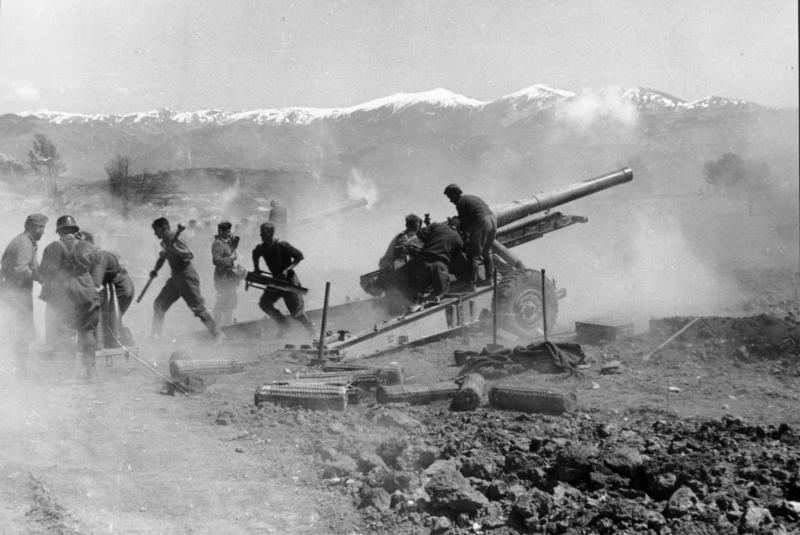
Немецкая артиллерия ведёт огонь по греческим позициям. (На фотографии чешская гаубица sFH 37(t)

Германское вторжение в Грецию началось на рассвете 6 апреля 1941 года. В тот же день немцы и их союзники вторглись в Югославию, поскольку мартовский переворот нарушил планы присоединения этой страны к «Оси». Против Греции германское командование выставило 7 пехотных, 3 танковых, 1 механизированную дивизии и 1400 самолётов:546.
Из 22 дивизий, которыми располагала греческая армия, 16 находились в Албании, вдали от нового фронта.
Непосредственно против немецкой армии, греческая армия выставила 5 дивизий, из которых как писал генерал Д. Катениотис, 2 из «сборищ пограничных секторов», 1 из пенсионеров, 2 не имевших боевого опыта.
При этом, не располагая силами и полагая что союзная югославская армия окажет какое то сопротивление немцам, греческая армия, как и в предвоенные годы, оставила неприкрытой границу с дружественной Югославией.

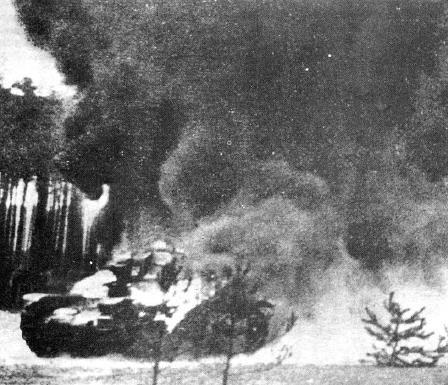
Немецкий (вероятно французский трофейный) танк, подбитый греческой артиллерией на Линии Метаксаса.

Германская армия не смогла с хода взять Линию Метаксаса приступом.
Её 18-й и 30-й армейские корпуса атаковали Линию с 6 апреля и после трёх дней сражений имели только ограниченный успех. В течение 4-х дней, несмотря на массированный артобстрел и использование штурмовой авиации и рукопашных боёв в туннелях некоторых фортов, немцы не могли занять господствующие позиции греческой линии обороны.
II танковая дивизия вермахта (18-й корпус), совершив обходной манёвр, пересекла болгаро-югославскую границу 8 апреля и, не встретив здесь значительного сопротивления, через практически не прикрытую греко-югославскую границу и долину реки Аксиос вышла к Фессалоники 9 апреля, отсекая таким образом группу дивизий Восточной Македонии (4 дивизии и 1 бригада) от греческой армии в Албании, продолжавшей сражаться против итальянцев.
В тот же день греческий генштаб, считая, что оборона в Восточной Македонии не имела более смысла, приказом № 1381 предоставила возможность командующему группы дивизий Восточной Македонии генералу К.Бакопулосу на его усмотрение продолжать сражаться или сдаться:546. Бакопулос, известный германофил, не преминул воспользоваться приказом и отдал приказ о сдаче фортов. Однако командиры большинства фортов не подчинились и продолжали сражение:547.
После получения приказа о сдаче сражение приняло характер боёв за «честь оружия» и, получив от германского командования почётные условия сдачи, форты прекратили один за другим сражение, начиная с 10 апреля.
Германский генерал-фельдмаршал Вильгельм Лист, который возглавлял атаку против Линии Метаксаса, выразил восхищение храбростью и мужеством этих солдат. Лист не стал брать пленных, заявляя, что греческая армия может покинуть форты, оставляя при себе свои военные флаги, но при условии сдачи оружия и боеприпасов. Он также дал приказ своим солдатам и офицерам отдать честь греческим солдатам.
Оборона Линии Метаксаса вынудила Гитлера сделать следующее заявление следующее заявление:

Историческая справедливость обязывает меня заявить, что из всех противников, которые нам противостояли, греческий солдат сражался с наибольшим мужеством. Он сдался только тогда, когда дальнейшее сопротивление стало невозможным и бесполезным

### Участие греческой артиллерии в отражении германского вторжения
Греческая артиллерия приняла участие в отражении германского вторжения как отдельными подразделениями, так и в составе артиллерии фортов Линии Метаксаса.
Основные бои с участием греческой артиллерии: Рупел и Перихорио (6-8/4/1941), Аксос (8-10/4/4/1941), Клиди и Клисура Вермион(15/4/1941).

### Действия греческой артиллерии за Линией Метаксаса
С завершением Малоазийского похода (1922) в составе греческой артиллерии остались шесть батарей по четыре шестидюймовых гаубиц Армстронга, которые и в 1935 году были отмечены как «подлежащие ремонту и дополнению». Από το 1935—1938 λαμβάνει χώρα πρόγραμμα ανασκευής των πυρομαχικών του.
В плане мобилизации 1939 года предусматривалась передача четырёх из этих батарей Ε' корпусу армии.
С началом германского вторжения 6 апреля, 16 орудий из числа гаубиц Армстронга были развёрнуты за Линией Метаксаса, и распределены следующим образом:
- XVIII дивизия : две батареи по три орудия[50]
- XIV дивизия, сектор Сидирокастро: две батареи по четыре орудия[51]
- VII дивизия, сектор Фалакро: два орудия в селе Гранитис[52]

В ходе боёв за Линию Метаксаса (6-9 апреля 1941), эти батареи потеряли три орудия из-за технических неполадок, одно орудие из-за взрыва снаряда в стволе и четыре орудия разбитых в результате воздушной атаки.

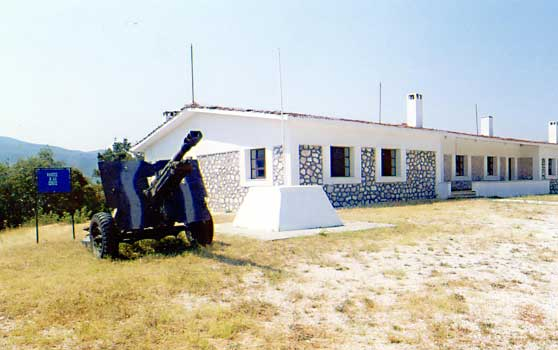
Шестидюймовая гаубица перед музеем на территории форта Рупел

ΙΙ батарея VIβ группы позиционной артиллерии XIV дивизии была расположена на высоте Кракор, за фортом Рупел.
Проникновение на высоту Ялама немецкого батальона выявила позицию батареи, которая подверглась воздушной атаке около 14:00.
Несмотря на то, что это означало точное определение позиции батареи, её командир, капитан Александр Кирьякидис, продолжил огонь против наступающих немецких сил, результатом чего стало полное уничтожение батареи и смерть капитана Кирьякидиса и 10 его артиллеристов. Лишь в 2000 году, в ближнем овраге была найдена одна из разбитых шестидюймовых гаубиц, которая была установлена перед музеем форта Рупеля, в то время как кости артиллеристов этой батареи были найдены в мае 2001 года.
19-й артиллерийский и 19-й зенитный дивизионы находились в составе XIX механизированной дивизии (единственной в греческой армии), которая выдвинулась слева от Линии Метаксаса и безуспешно пыталась с 8 апреля остановить немецкие танковые и механизированные части прошедшие через югославскую территорию.

## Попытка прикрыть брешь между греческой армией в Албании и греко-английской Группой W в Центральной Македонии
Неблагоприятное развитие операций на юге Югославии и быстрое продвижение немцев создали непосредственную угрозу как ещё не созданному греческому фронту в Центральной Македонии, так и правому флангу греческой армии сражавшейся против итальянцев на юге Албании. Продвигаясь на юг через югославскую Битолу, где разложившаяся югославская армия не оказала никакого сопротивления, немцы могли обойти левый фланг греко-английской Группы "W, и одновременно угрожать с юга греческой армии в Албании.
В создавшейся обстановке, утром 8 апреля греческий генштаб приказал Группе Армии Западной Македонии прикрыть опасные направления с севера и востока, и на правом фланге соединиться с Группой "W.

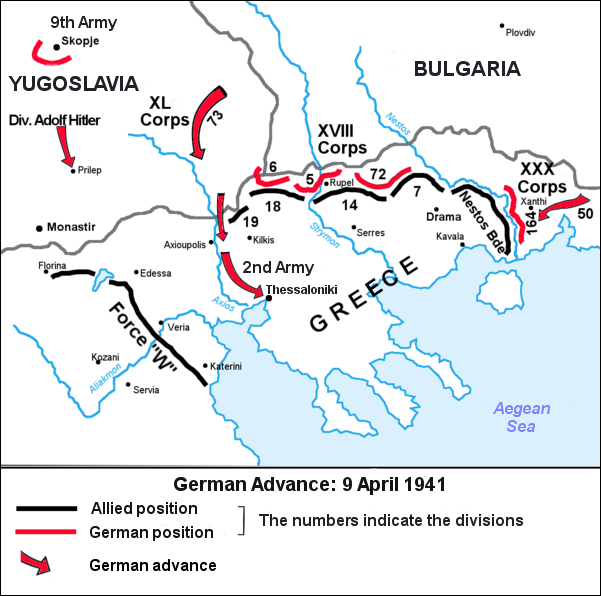
Продвижение немецкой армии до 9 апреля 1941 года, когда танковая дивизия СС «Рейх» вступила в Салоники

После разложения югославской армии греческая Кавалерийская дивизия получила приказ создать линию обοроны от озера Преспа до города Аминдео и, одновременно, передала XXI Пехотную бригаду, на вторую линию обороны, VI австралийской дивизии.
Heinz Richter, в книге «Итало-германское нападение на Грецию», пишет, что генерал Уилсон, Генри Мейтленд приказал 9 апреля отход своих сил, оправдываясь тем что: «…Кавалерийская дивизия расположилась на огромной площади и между ней и греческими силами в Албании располагались только патрули».

### Оборонительные бои греческой кавалерии с 10 апреля по 16 апреля
3-й кавалерийский полка вошёл 10 апреля в контакт с моторизованной немецкой частью и установил линию обороны Кулино — Вигла восточнее Писодери. В полдень того же дня моторизованные части Вермахта предприняли атаку вдоль шоссе, соединявшее Писодери и Флорину. Вечером немцы предприняли более мощную атаку в том же направлении, при поддержке артиллерии, но после трёхчасового боя отступили.
11 апреля давление немцев на позиции Кавалерийской дивизии в Клиди усилилось. Их неоднократные попытки занять перевал Писодери были отбиты, несмотря на превосходство немецких частей в числах и технике.
73-я моторизированная немецкая дивизия выдвинулась из Флорины к западу, но была остановлена огнём спешившихся кавалеристов и артиллерии Кавалерийской дивизии.
Не имея возможности использовать танки, немцы отошли и преследовались греческими кавалеристами.
Heinz Richter пишет: «…Авангард элитной дивизии SS Адольф Гитлер попытался наступать через горный проход Писодери, но был отбит частями греческой Кавалерийской дивизии..» ".
Успех кавалеристов генерала Станотаса не позволил немцам отсечь 11 апреля греческие силы в Албании, от британских сил на второй линии обороны.
В ночь 11/12 апреля генштаб приказал отход греческих сил из Албании. Кавалерийской дивизии было приказано удерживать позиции, чтобы дать возможность отхода ΧΙΙΙ, ΙΧ и Χ дивизии.
Станотас приказал своему 1-у полку действовать наступательно и взять под контроль дорогу Флорина -Писодери.

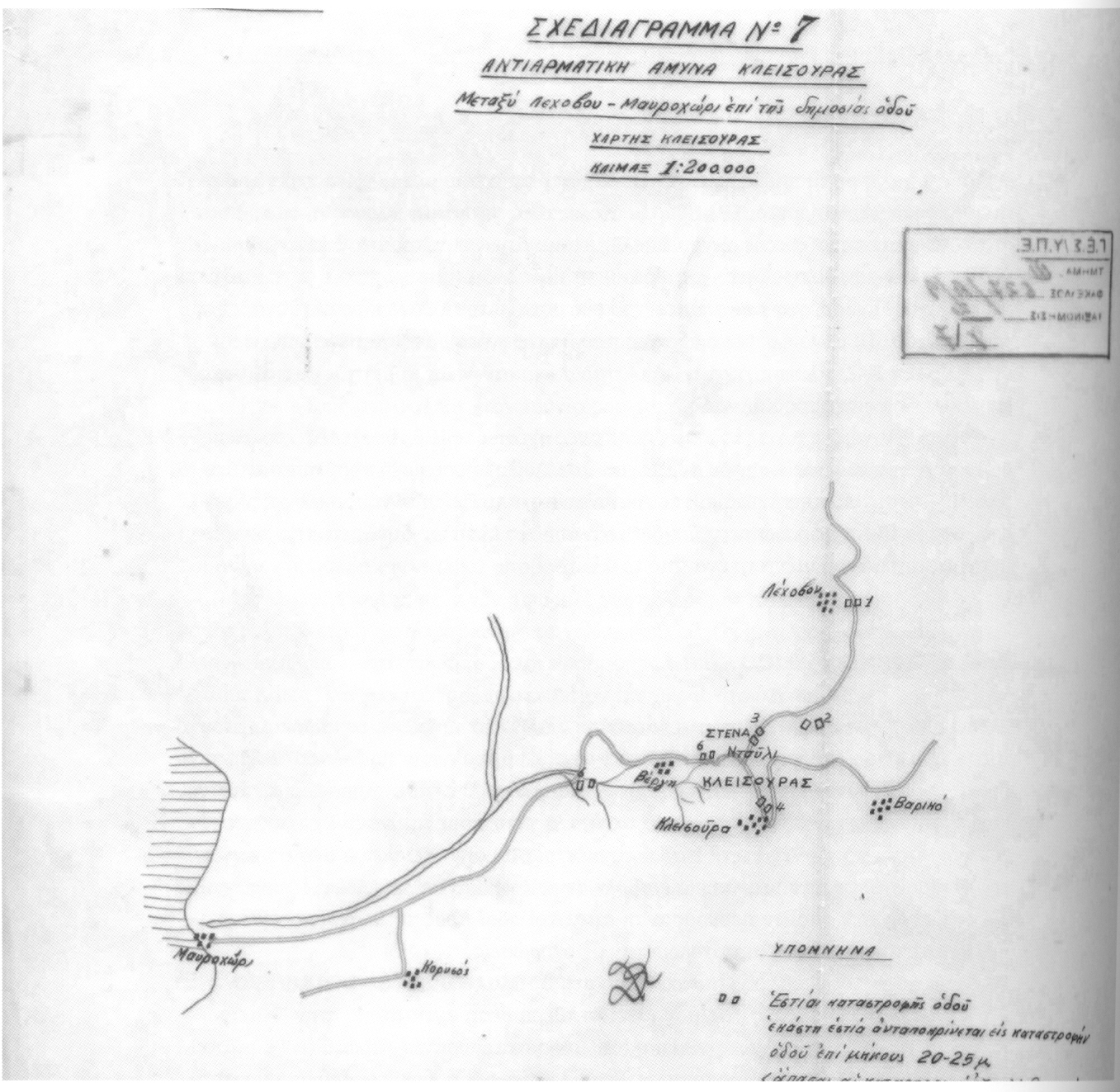
Греческая противотанковая оборона в Клисуре, на позиции Даули 11-12 апреля 1941 года

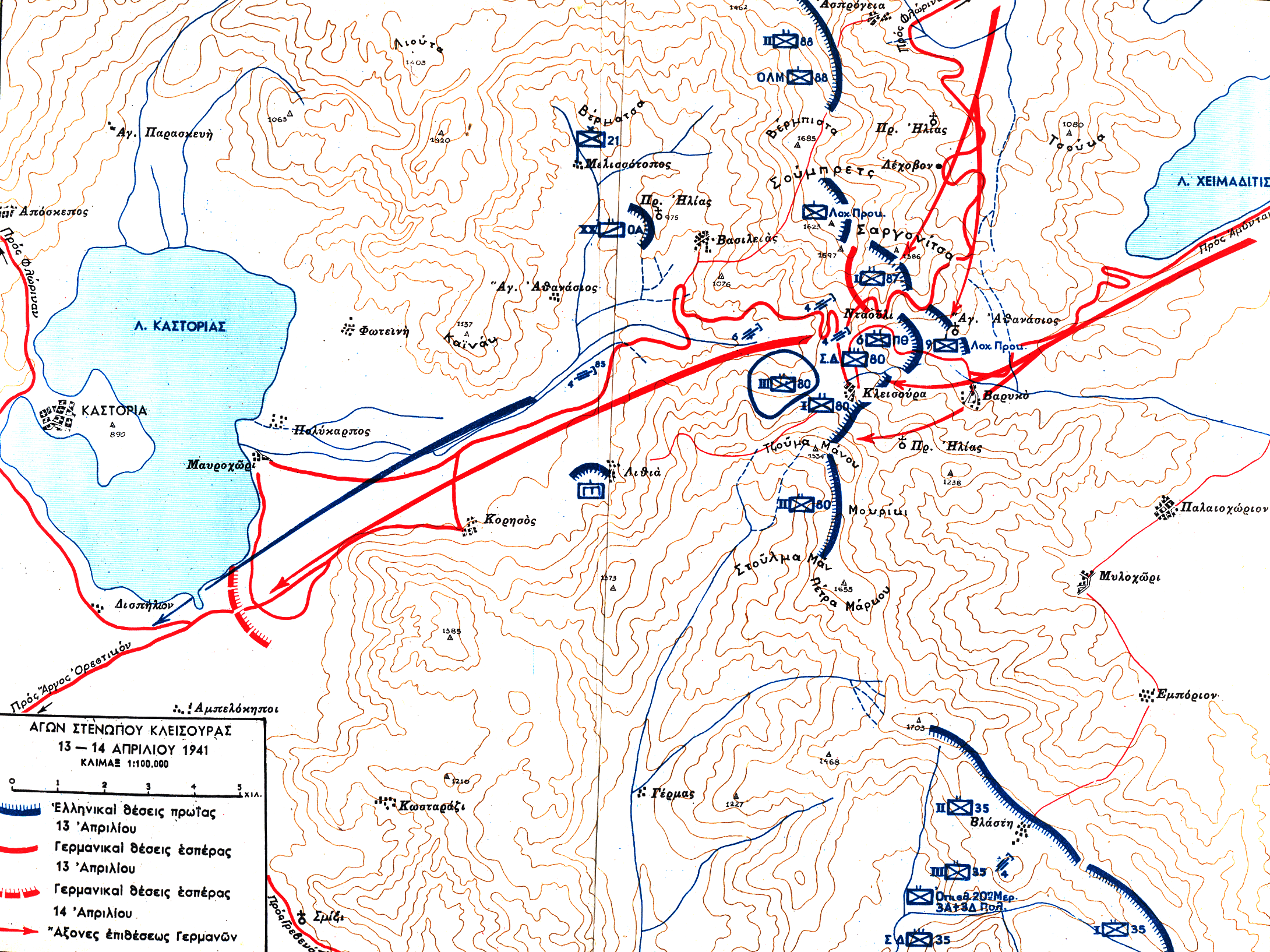
Карта боя в Клисуре 13-14 апреля 1941 года

Немецкая сторона признаёт успехи греческих кавалеристов: «12 апреля был самым решительным днём операции… Греческая Кавалерийская дивизия, которая защищала линию от Преспы до Клисуры, оборонялась с таким упорством, что проход в Писодери пал только 14 апреля…».
12 апреля немцы прорвали оборонительную линию греко-британской Группы «W» в Клиди, благодаря огромному перевесу в танках.
Прорыв линии обороны в Клиди диктовал оставление региона Вермиона и отход греко-британских сил к Олимпу.

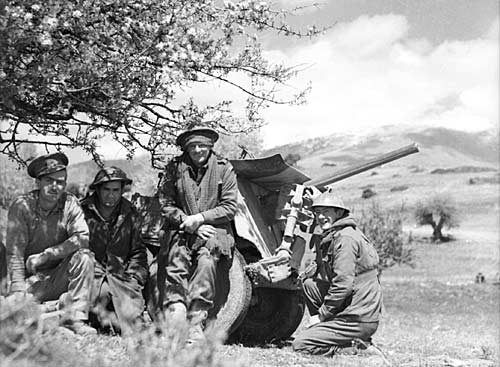
13 апреля 1941 года, солдаты австралийского противотанкового полка отдыхают после своего отхода из региона Веви.

Союзники начали отход в ночь 12/13 апреля, но как пишет в своей книге Richter: «командир греческой Кавалерийской дивизии не был извещён о приказе отхода австралийскому батальону на правом фланге 21-й бригады».
В «Истории Греко-итальянской и Греко-германской войн», изданной греческим генштабом пишется, что приказ генерала Уилсона начать отход к Фермопилам был поспешным, поскольку экспедиционный корпус ANZAC ещё не вошёл в серьёзный контакт с немцами, в то время как греческие силы сохраняли свои позиции. С другой стороны, благодаря этому шагу Уилсону удалось спасти бо́льшую часть своего корпуса.
Получив информацию о оставлении Вермиона и с согласия Группы Армии Западной Македонии, Кавалерийская дивизия приняла решение сдвинуть свой правый фланг и соединиться с XX дивизией, занявшей позиции в теснине Клисура.
С ночи 12 апреля Группа Армии Западной Македонии, получив разрешение генштаба начала поэтапный отход и завершила его 16 апреля.
Соединения Армии Западной Македонии должны были занять новые позиции к югу и западу от реки Алиакмон. Кавалерийская дивизия должна была отойти за новую линию обороны у города Сьятиста.
После отхода Группы «W» из Клиди, 13 и 14 апреля прошли без значительных событий.
Ночью 14 апреля части Группы получили приказ отступить далее на юг, поскольку возникла угроза со стороны Кастории.
Для предотвращения этой угрозы Кавалерийская дивизия попыталась защитить перевалы к Касторье, в особенности перевал Св. Фотини.
С полудня 14 апреля и до полудня 16 апреля Кавалерийская дивизия и её артиллерия отбила все атаки немецких танков и пехоты, нанеся наступающим большие потери в живой силе и технике. Перевал Св. Фотини оставался под контролем греческих кавалеристов до вечера, когда немцы заняли горный массив к северу, откуда начали обстрел дороги Св. Фотини — Кастория. Это позволило немцам занять Касторью в 20. 00.

### Диспилио
Бой у Диспилио 15 апреля 1941 года, согласно историкам греческого генштаба (Επίτομη Ιστορία του Ελληνοϊταλικού και Ελληνογερμανικού πολέμου, 1940-41, έκδοση ΓΕΣ/ΔΙΣ), является единственным сражением ``в открытом поле`` (в отличие от Сражения за Линию Метаксаса) в ходе греко-германской войны.
В 6 утра 15 апреля авангард элитной танковой дивизии СС Адольф Гитлер, силами усиленной механизированной бригады под непосредственным командованием генерал-майора Й. Дитриха атаковала греческие позиции у села при поддержке танков и артиллерии.
Основная ось немецкого наступления была в направлении Аргос Орестико, в то время как вторая ось наступления была в направлении Агиа Фотини.
Однако огонь греческих частей на позициях и греческих батарей руководимых из наблюдательных пунктов капитаном Анастасопулосом, подполковником Компокисом и командиром артиллерии ΧΙΙ дивизии полковником Муканакисом остановил в 08:15 немецкую пехоту и вынудил немецкие танки и бронемашины отступить, оставив на поле боя до 30 подбитых танков и машин.
Эта первая неудача обеспокоила немцев, считавших что они противостоят превосходящим силам.
Впоследствии генерал-майор Дитрих заявил полковнику Лиосису, что он предполагал что ему противостоят 3 греческие дивизии (ΙΧ, Χ, и ΧΙΙΙ). Когда Лиосис проинформировал Дитриха в что действительности ему противостояли 3 греческих батальонов уменьшенного состава, немецкий генерал «взорвался», обозвав греческого полковника лжецом. Однако убедившись что тот говорит правду, Дитрих был вынужден выразить своё уважение Лиосису и попросил передать свои поздравления греческому комдиву.
После первоначальной неудачи из Клисуры выступили новые механизированные немецкие колонны, в то время как немецкие тяжёлые батареи развернулись вокруг озера. Новые немецкие части начали продвижение к Диспилио, другие продвигались к Ампелокипи и восточнее к Милице.
Получив подкрепления и после мощной артподготовки, немцы предприняли новую атаку в 11:00.
Однако огонь греческих пехотинцев и артиллеристов остановил немецкую пехоту и вынудил её искать укрытия, в то время как расположившиеся вокруг озера немецкие батареи были вынуждены постоянно менять позиции.
Для нейтрализации греческой обороны на участке южнее озера Кастории, Вермахт задействовал до 40 штурмовых самолётов.
При их поддержке немцы предприняли новую атаку.

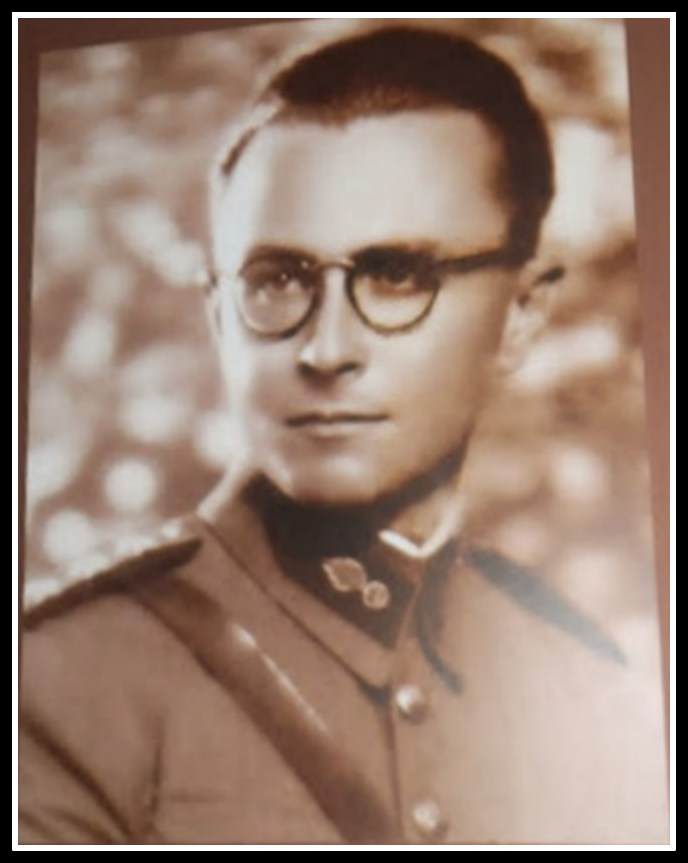
Майор Папарроду

После смерти командира кавалерийского эскадрона К. Хадзилиадиса, его кавалеристы отступили, но брешь была закрыта солдатами 4-го пулемётного батальона. В продолжавшемся бою, только что прибывшая 1я горная батарея майора Папарроду исчерпала все боеприпасы, большинство орудий были разбиты. Перед угрозой окружения, майор Папарроду приказал своим артиллеристам отходить, но сам остался на позиции, ведя огонь из пулемёта. Когда кончился боекомплект пулемёта, Папарроду не сдался, отстреливаясь из своего пистолета, и немцы были вынуждены застрелить его «на лафете орудия».
По свидетельству греческих пленных, немцы с уважением отнеслись к телу павшего офицера противника
В конечном итоге все части Кавалерийской дивизии сумели отступить без проблем и горной дорогой через Коромилиа собрались у Скалохори.
В результате дорога к Аргос Орестико была открыта для немцев, и проходящие через город погонщики мулов и солдаты инженерных рот 22-го и 23-го пехотных полков были срочно мобилизованы и заняли высоты восточнее и южнее Аргоса, замедляя своим огнём продвижение немецких частей, которые в свою очередь своим огнём установили контроль над дорогой к Вогацико.
Посланный к мосту Маниаки начальник штаба дивизии подполковник Анагностопулос встретил медленно продвигавшиеся пехотные полки дивизии и направил 22-й полк к Аргосу.
Прибывший сюда же на мотоцикле комдив Мутусис, лично возглавил батальон майора Дециса стремясь занять окружающие высоты до того как их займут немцы.
Солдаты батальона, несмотря на свой без остановки, днём и ночью, марш из Албании, воодушевлённые присутствием в их рядах генерала Мутусиса, в 16:30 заняли высоты. В 17:00 немцы предприняли скоординированную атаку пехоты-танков-артиллерии и авиации. Немецкая артиллерия подготавливала атаку непрерывным огнём на всю глубину греческой обороны, в особенности против позиций батальона майора Диму.
Но греческая пехота удерживала позиции.
Однако тем временем эскадрилья 40 немецких самолётов безнаказанно и в течение 20 минут бомбила и расстреливала греческие тяжёлые батареи, практически нейтрализовав их. После расстрела греческих батарей, немецкие танки беспрепятственно заняли позиции пехотинцев капитана Манолесоса и лейтенанта Тусаса, после чего окружили батальон Диму и прикрывавший дорогу на Касториа пулемётный батальон Манитакиса.
В создавшейся обстановке был получен приказ взорвать мост Маниаки и отход остатков дивизии на запад. Отход был произведен успешно через деревянные мосты северо-западнее Аргоса. Немцы занявшие Аргос в 19:00 занялись зачисткой региона и не преследовали греческие части, чему способствовала наступившие темнота и ночь.

## «Почётная капитуляция»
В атмосфере пораженчества и проявления германофильства некоторых генералов, 18 апреля состоялось заседание греческого министерского совета под председательством Коризиса. Правительство и король Георг приняли решение оставить континентальную Грецию и перебраться на остров Крит, а затем на Кипр. Большинство членов правительства считали что будет недостойным для греческой армии прекратить сражение:550. Коризис ушёл с заседания опустошённым и покончил жизнь самоубийством в своём доме.
Самоубийство Коризиса объясняется его нежеланием жить с пятном премьер-министра поражения. Историк А.Герозисис считает что Коризис сдержал слово, данное германскому послу в ответ на ультиматум : «лучше умереть»:551.
19 апреля король и его правительство оставили столицу.
20 апреля, в нарушение приказа, генерал Г. Цолакоглу подписал капитуляцию группы греческих войск в Албании, которую принял генерал СС Й. Дитрих (1-я танковая дивизия СС «Лейбштандарт СС Адольф Гитлер»).
Протокол капитуляции предусматривал отход греческих частей на греко-албанскую границу, вклинивание германских частей между греческой и итальянской армиями и сдачу греческими частями оружия на границе.
По условиям капитуляции греческие солдаты не считались военнопленными и были свободны вернуться в Грецию:552.
После жалоб Муссолини Гитлеру, протокол был переписан, с участием на этот раз и побеждённой Италии, в роли победителя:553.

### Майор артиллерии Константинос Версис

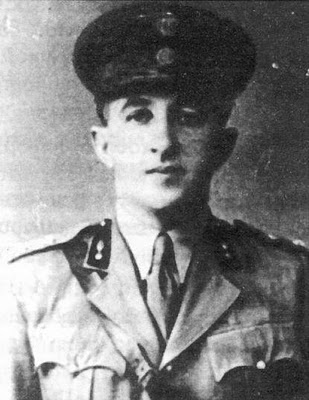
Майор Константинос Версис

Сдача оружия предусматривалась до 26 апреля.
Германское вторжение обнажило две крайние тенденции среди греческих офицеров: тех кто предпочитали капитулировать перед превосходящими силами и тех кто предпочитали борьбу и смерть. Среди последних в эти драматические дни апреля 1941 года были офицеры, такие как полковники Зисис, Хондрос и майор артиллерии Константинос Версис, которые предпочли самоубийство:549.
Версис, не принимая условия капитуляции, и считая сдачу оружия унизительным для солдата, выстроил свой дивизион и обратив его к югу, к Греции, приказал петь Национальный гимн.
После этого Версис отдал честь орудиям и приказал взорвать их. В ходе взрывов Версис покончил жизнь самоубийством, выстрелом в голову.
Ритуальная сцена самоубийства майора Версиса описана греческими писателем Тезакисом и археологом Андроникосом. Терзакис, который служил под командованием Версиса, пишет что Версис сдержал свою клятву «артиллерист погибает на своём орудии, но не оставляет его».
Андроникос, служил в другой части, но придя прощаться с Терзакисом, оказался свидетелем сцены. Андроникос пишет что он не думает что Версис был героем. Майор Версис был офицером.
Выпускной класс 2010 года Военного училища эвэлпидов назывался в его честь классом «Майора артиллерии Константина Версиса». Кроме того, военный лагерь в городе Арта, именуется Лагерь Версиса в честь майора Константина Версиса.

## Оборона Крита
После занятия материковой Греции, 20 мая 1941 года германская армия начала воздушно-десантную операцию по захвату острова Крит. После массированной бомбардировки, батальоны немецких парашютистов заняли несколько стратегических пунктов, среди которых был и аэродром (взлётно-посадочная полоса) в Малеме.
Британские и греческие силы, при активном участии населения острова, оказывали сопротивление в течение нескольких дней, несмотря не превосходство немцев в воздухе.
Крит пал 31 мая, но в силу понесённых ими тяжёлых потерь, немецкие парашютисты до конца войны не использовались в масштабных операциях.

### Артиллерия в обороне Крита
Крит не располагал большими частями греческой армии. Практически вся греческая армия оставалась в Албании и у северных границ страны.
После подписания «почётной капитуляции», греческие солдаты получили право вернуться к своим очагам, при условии сдачи оружия на границе и контрольных пунктах. При этом, солдаты Дивизии Крита не имели возможности вернуться на свой остров.
В том что касается греческой артиллерии, почти все уцелевшие орудия остались в Албании и северных регионах материковой Греции.
Однако и британские части, в своей спешной эвакуации из материковой Греции, уничтожили большое число своих орудий, а из вывезенных орудий лишь небольшая их часть попала на Крит и была использована в обороне острова.
Согласно историкам греческого генштаба, греко-британская артиллерия приняла участие в сражении за Крит, располагая в общей сложности 151 орудиями, из которых 62 были зенитными и 4 противотанковыми. Эти же историки отмечают, что «большое число орудийных расчётов на Крите состояли из греческих артиллеристов».
Другие источники приводят примерно те же цифры: 85 орудий различных калибров, часть из которых была трофейными итальянскими орудиями без боеприпасов, плюс одна лёгкая зенитная батарея 20 мм орудий.

## Греческая артиллерия в Северной Африке
С началом тройной, германо-итало-болгарской, оккупации Греции в своём большинстве греческие артиллеристы влились в партизанские армии Греческого Сопротивления — Народно-освободительной армии Греции (ЭЛАС), Народной республиканской греческой лиги (ЭДЕС) и организации Национальное и социальное освобождение (ЭККА).

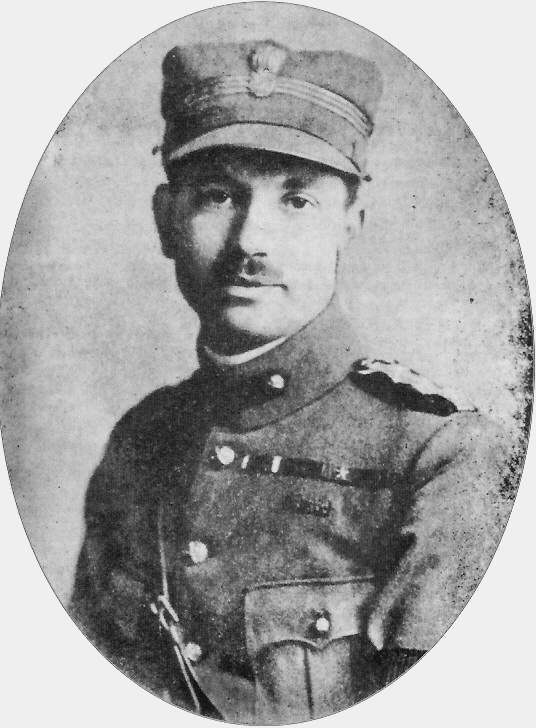
Димитриос Псаррос, командир ЭККА.

Организаторы и первые командиры ЭЛАС и ЭККА, Арис Велухиотис и Димитриос Псаррос соответственно, воевали в рядах греческой артиллерии — первый командовал зенитной батареей в греко-итальянскую войну, второй воевал в Балканские войны (1912-13) и Малоазийском походе (1919-22) и дослужился до начальника штаба X дивизии в 1935 году.
Однако значительная их часть, в основном офицеры, выбралась на Ближний Восток и вступила в армию эмиграционного греческого правительства.
К концу 1942 года были созданы две бригады, один полк артиллерии, отдельный пехотный батальон и «Священный отряд»:606.
В создании Священного отряда, в составе которого офицеры воевали как рядовые, в силу располагаемого большого числа офицеров по отношению к числу рядовых, приняло участие большое число офицеров артиллерии.
Впоследствии армия греческого эмиграционного правительства располагала двумя полками (в некоторых британских источниках речь идёт о трёх полках) полевой артиллерии принявших участие в сражениях в Северной Африке и Италии.

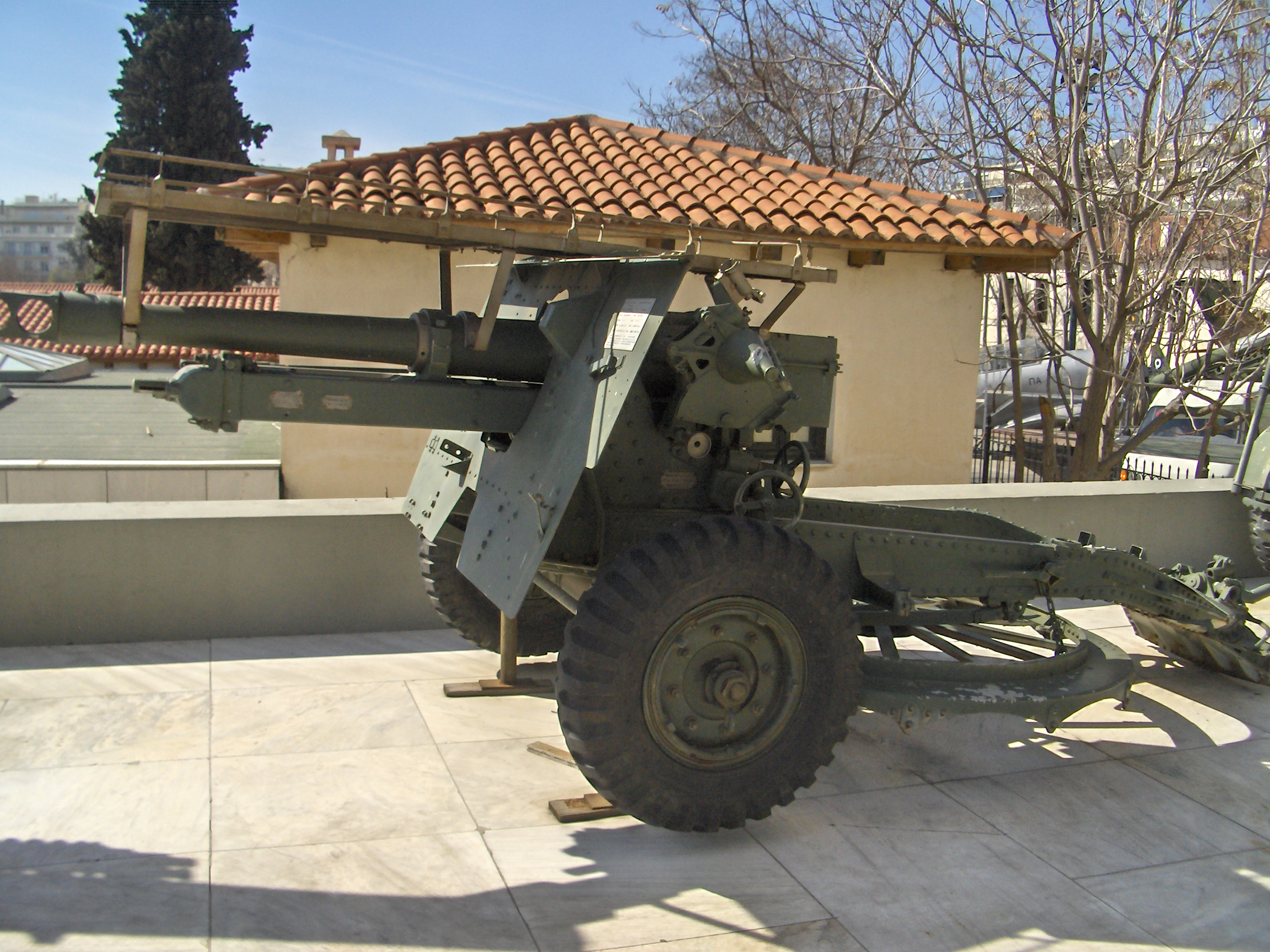
Британский QF 25 pounder, бывший на вооружении греческих артиллерийских полков в Северной Африке, Военный музей, Афины.

Греческие полки были вооружены 25-фунтовыми британскими орудиями (QF 25 pounder), которые были предоставлены правительством Великобритании. Эти полки были включены соответственно в состав Ι и ΙΙ греческих бригад. Греческие части сформированные на Ближнем Востоке приняли участие в боях в Северной Африке с 9.9.1942 по 24.12.1942, включая Второе сражение при Эль-Аламейне (с 23.10.1942 по 5.11.1942) и позже в Италии с III Горной бригадой (с 8.9.1944 по 18.10.1944) включая сражение за Римини (9-22.9.1944) и Рубикона (с 25.9.1944 по 16.10.1944).

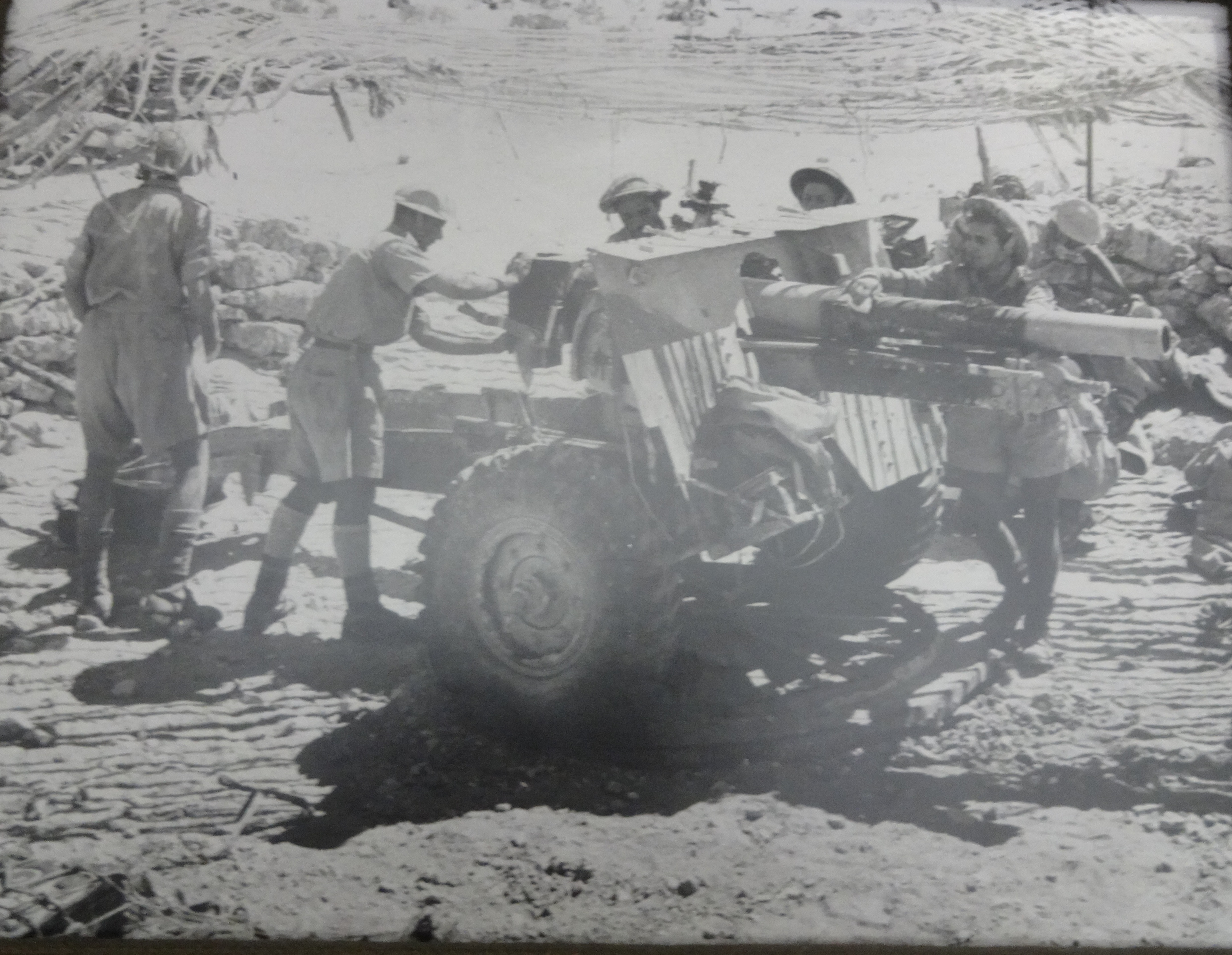
Греческая артиллерия во Втором сражении Эль Аламейна. Военный музей, Афины.

Кроме этого, офицерский «Священный отряд» принял первоначально участие в операциях в Северной Африке (Тунис — с 25.1.1943 по 2.5.1943), затем в рейдах на северо-восточные острова Эгейского моря и на Додеканес, заняв с воздуха остров Самос.
Артиллерия приняла участие в операциях Северной Африки и Италии с одним полком полевой артиллерии.

### Участие греческих артиллеристов в восстании греческой армии на Ближнем востоке
18 марта 1944 года, было объявлено о создании на освобождённой Народно-освободительной армией Греции территории прокоммунистического «Политического Комитета Национального Освобождения» (греч. Πολιτική Επιτροπή Εθνικής Απελευθέρωσης — ΠΕΕΑ), известного и как «Правительство гор».
Когда новость достигла Ближнего Востока, Антифашистская военная организация (ΑΣΟ), действовавшая в рядах армии, решила оказать давление на премьер-министра Э. Цудероса, чтобы тот признал ΠΕΕΑ и вместе с «Правительством гор» сформировал новое правительство Национального единства.
Делегация офицеров республиканцев прибыла к Цудеросу 31 марта. Цудерос принял её вежливо, заявил что согласен с формированием правительства Национального единства, но тут же, по выходе делегации, приказал её арестовать:700.
Событие вызвало волнения в воинских частях и требование отставки Цудероса. Цудерос, под давлением англичан, которые не желали видеть греческое правительство вне британского контроля, отказался уйти в отставку.
Последовал мятеж греческих частей и флота на Ближнем Востоке в апреле 1944 года.
Потеряв контроль над ситуацией, Цудерос в конечном итоге подал в отставку:702.
13 апреля прибывший в Каир король Георг назначил премьер-министром Софокла Венизелоса. Тем временем, арестованные Цудеросом 13 офицеров были освобождены восставшими. Последовало восстание на флоте.
Командующий флотом адмирал Константинос Александрис присоединился к восстанию и прислал в Каир 4 офицера с целью оказать давление на политиков для формирования правительства Национального единства:703.
I бригада, готовая к отправке в Италию, требовала, чтобы её считали соединением Народно-освободительной армии Греции (ЭЛАС). Восставшие арестовали офицеров. Имелись убитые и раненные.
Венизелос использовал для подавления восстания верных королю военных, но в основном британские части. I бригада была окружена британской дивизией. В стычках имелись убитые с двух сторон. Окружённая бригада сдалась через 16 дней, 23 апреля.
Тем временем разложились II артиллерийский полк и другие греческие части. Последней восставшей частью, которая была разоружена англичанами, стал танковый полк, 4 мая:704.
Из числа 30 тысяч греческих офицеров и солдат на Ближнем Востоке до 22 тысяч были заключены в британские концлагеря в Эритрее, Египте и Ливии.
Прошедшие фильтрацию укомплектовали преторианские соединения 3-я Греческая горная бригада и Священный отряд (1942), верные королю и англичанам:705.
Через несколько недель, руководство компартии, следуя политике Национального единства, приняло участие в Конференции в Ливане, где осудило восстание.
В июне 1944 года II артиллерийский полк был расформирован и армия эмиграционного правительства осталась с одним артиллерийским полком в составе ΙΙΙ горной бригады, в то время как десятки офицеров артиллерии вступили в Священный отряд.

## Артиллерия Народно-освободительной армии Греции

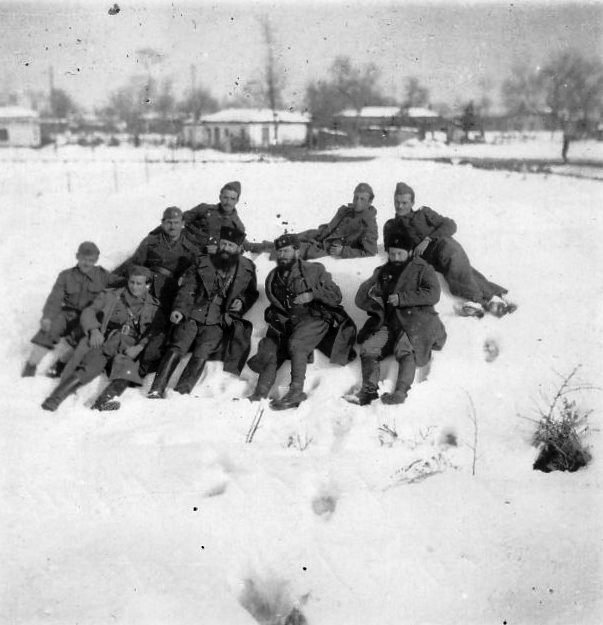
Арис Велухиотис, организатор и первый командующий Народно-освободительной армии. На фотографии третий справа в пером ряду

Греческое сопротивления в первые месяцы оккупации носило стихийный характер. Преждевременное восстание в регионе Восточная Македония и Фракия (Драма-Доксато), организованное греческими коммунистами, было подавлено болгарами. Последовала резня греческого населения:590.
Летом 1941 года члены компартии, полковник Папастаматиадис и майор Макридис, приступили к методической организации военного Сопротивления:593.
Но годом создания независимой от эмиграционного правительства Народно-освободительной армии Греции (ЭЛАС) историография считает 1942 год и связывает его с именем коммуниста Ариса Велухиотиса, который в греко-итальянскую войну командовал зенитной батареей:594.
ЭЛАС был партизанской армией и добывал своё оружие и боеприпасы в боях с оккупантами.
Так в начале марта 1943 года, в бою у Фардикампо, Западная Македония, партизаны ЭЛАС и местные ополченцы взяли в плен 603 итальянских солдат и захватили 3 артиллерийских орудия и 8 миномётов:210.
Однако в том что касается артиллерии, не располагаем информацией о существовании в составе ЭЛАС отдельных артиллерийских соединений, как минимум в начальный период.
К середине 1943 года ЭЛАС контролировала около половины территории страны и была реорганизована в регулярную армию, повторяя довоенную географическую структуру греческой армии и номера её дивизий:633.

### Итальянское оружие
Выход Италии из войны кардинальным образом изменил военную и политическую обстановку в оккупированной Греции. В первую очередь встал вопрос о будущем итальянских частей в Греции и кому достанется их оружие.
«Итальянское оружие в Греции внезапно приобрело в эти сентябрьские дни колоссальное значение. Забытая бесславная итальянская армия, в своём последнем вздохе, получила неожиданную славу. Её труп приобрёл больший вес, нежели её жизнь»:659.
Крис Вудхауз (член британской миссии в Греции) писал в своей послевоенной книге «Яблоко раздора»: «…у миссии был приказ от генерала Вильсона сделать по возможности своим достоянием весь итальянский арсенал …оставить за собой итальянское оружие и ни в коей мере не допустить чтобы вся добыча пала в руки ЭЛАС».
Следуя этой политике и не информируя своевременно ЭЛАС о предстоящем перемирии, англичане предпочли бездействие, в результате которого подавляющая часть итальянского арсенала попала в руки немцев, а итальянские солдаты в лагеря военнопленных.
Сам Черчилль откровенно писал в своих мемуарах: «Итальянская капитуляция в сентябре 1943 года нарушила весь баланс сил в Греции. ЭЛАС сумел обеспечить для себя большую часть итальянского оружия, включая оружие целой итальянской дивизии, и достичь военного превосходства. Угроза коммунистического движения в случае немецкого отступления, которая и практически вырисовывалась сейчас возможной, требовала пристального внимания».
«Пинероло» стала единственным крупным итальянским соединением, части которого и отдельный персонал перешли на сторону или согласились сотрудничать с греческим Сопротивлением.
Это было закреплено протоколом подписанным 11 сентября в Пили, Трикала который подписали от дивизии Пинероло генерал Инфанте, от ЭЛАС генерал Сарафис, Велухиотис и Самариниотис, от британской миссии подполковник Крис Вудхауз.
Протокол предусматривал, что итальянцы, изъявившие желание продолжить войну на стороне греческих партизан, сохранят оружие и малыми подразделениями будут располагаться между греческими позициями. Итальянцы, не желавшие воевать, будут разоружены и размещены в лагеря. Их оружие будет приниматься партизанскими отрядами на местах, будет описываться и делиться в том же соответствии, как делились материалы, сбрасываемые союзниками с воздуха. Когда обстановка позволит, все желающие будут перевезены в Италию.
В составе частей Пинероло оставшихся под командованием Инфанте после сдачи ЭЛАС был дивизион XIII артиллерийского полка
Своё командование Инфанте разделил на 3 сектора: северный, Западная Македония, центральный (Западная Фессалия), южный, (Эвритания).
В центральном секторе 21-22 сентября итальянская артиллерия приняла участие в отражении попытки немцев вступить в горные районы Пинда. Использование 100 кавалеристов Аосты в рейде на аэродром Ларисы окончилось неудачей Здесь же Вудхауз отмечает, что Каир не был извещён о том, что Пинероло находится в стадии разложения.
После мелких стычек итальянцев с немцами, Сарафис пришёл к выводу, что у итальянцев не было желания воевать и что порядок поддерживался офицерами по настоянию англичан, чтобы избежать разоружения для дальнейшего возможного использования итальянцев против ЭЛАС.
Генштаб ЭЛАС пришёл к заключению, что итальянцы скорее всего ущербны и в случае немецкого наступления оставят свои позиции, внеся смятение в частях ЭЛАС. Одновременно, по поступавшей информации с мест, часть итальянских офицеров продолжала быть верной фашизму и была готова к сотрудничеству с немцами.
Читая внимательно приказы Инфанте, где шла речь о коммунистическом ЭЛАС, который ставил себе целью установление большевистского режима в Греции, командование ЭЛАС пришло к окончательному заключению, что Инфанте находился под воздействием британской миссии.
13 октября в создавшейся конфронтации с англичанами и их попытках использовать итальянцев против ЭЛАС, Генштаб принял решение разоружить Пинероло. Секретным приказом была назначена операция на 14 октября.
150 кавалеристов ЭЛАС внезапной атакой разоружила 800 человек кавалерийского полка Аосты — самой боеспособной части Пинероло. Остальные итальянские части сдались без боя.
Части в Западной Македонии и Эвритании были разоружены ранее, поскольку в письменной форме заявили, что не желают более воевать
В вежливом послании к Инфанте, командование ЭЛАС вело речь о вынужденном «дружественном разоружении», во избежание сотрудничества офицеров-фашистов Пинероло с немцами.

### Артиллерия ЭЛАС накануне конфронтации с британской армией
Ни пополнение артиллерийского арсенала ЭЛАС благодаря разоружению итальянских частей, ни немецкие трофейные орудия и боеприпасы, которые части ЭЛАС захватывали в продолжавшихся боях 1943-44 годов:405:408, не были достаточными для создания больших артиллерийских соединений.
Артиллерийские соединения оставались на уровне взводов.
Сводки командования ЭЛАС подтверждают это косвенным образом: «Прибрежный взвод нашей артиллерии на Пелионе обстрелял немецкий эсминец» (22 июня 1944):360, «Прибрежный взвод нашей артиллерии сорвал попытку немцев высадиться на Пелионе при поддержке 1 эсминца и 2 миноносцев» (10 июля 1944):370, «Взвод нашей артиллерии обстрелял немецкий конвой в Пагаситском заливе, потопив нескольку судов с немецкими солдатами на борту»:431 и «взвод нашей артиллерии расстрелял колонну грузовиков с 2.500 немецких солдат, пытавшихся прорваться к Ларисе» (10 октября 1944):432.

## Декабрьские события 1944 года
Немцы ушли из Афин 12 октября 1944 года. Следуя букве Казертского соглашения, регулярные части ЭЛАС не вступили в Афины.
Но легко вооружённые отряды, т. н. I корпуса ЭЛАС:742, взяли город под контроль и с боями спасли многие объекты, включая электростанции, от их разрушения уходящими немцами.
В 9 утра городские отряды ЭЛАС вошли в центр города и сняли нацистскую символику с Акрополя.
Английские парашютисты прибыли 14 октября на аэродром в Татой. Их встретили партизаны ЭЛАС, занявшие аэродром 12 октября.
13 октября Би-би-си сообщил, что Афины были освобождены силами ЭЛАС. Это вызвало недовольство Черчилля и, находящегося вне Греции, премьер-министра Г. Папандреу, потребовавшего исправить ошибку. «Ошибку» исправил, генерал Уилсон, Генри Мейтленд, доложив что Афины были освобождены с 13 на 14 октября британскими частями и Священным отрядом.
Сегодня освобождение города отмечается 12 октября, когда он и был освобождён частями ЭЛАС, а не согласно фантазиям британского генерала:747.
Г. Папандреу и английская «военно-политическая сеть» прибыли в Афины 18 октября, встреченные почётным караулом ЭЛАС.
Отношение англичан к коллаборационистам стало «раздражать» греков. Ни один сотрудник оккупантов не был осуждён.
Решение англичан выплатить задержанное жалованье составу учреждённых немцами батальонов безопасности вызвало возмущение бойцов ЭЛАС:747.
В отличие от актов возмездия во Франции против коллаборационистов, переросших в кровавую баню, ЭЛАС дал приказ не допускать самосуда.
Мирные намерения ЭЛАС подтверждаются британскими и близкими к эмиграционному правительству источниками.
23 октября Папандреу реформировал своё правительство. Министры от ЭАМ получили 7 второстепенных портфелей из общего числа 24:744.
Черчилль писал своему послу в Афинах: «Поскольку вам известна высокая цена, которую мы оплатили, чтобы получить от России свободу действий в Греции, мы не должны колебаться перед использованием британских войск для поддержки греческого королевского правительства Папандреу.
… Нам нужно 8-10 тысяч пехоты дополнительно, чтобы удержать столицу и Салоники. В дальнейшем мы рассмотрим вопрос, как расширить зону контроля правительства. Я ожидаю в любом случае столкновения с ЭАМ и мы не должны избежать его, подготовив хорошо почву»:745.
Но коммунисты не собирались брать власть.
Крис Вудхауз писал, что если бы ЭАМ хотел бы взять власть в период с ухода немцев до прибытия англичан, ничто бы не могло бы ему помешать, что является доказательством искренности ЭАМ:746:20:20.

### Начало кризиса
5 ноября Папандреу объявил, согласовав это с англичанами, что поскольку Греция освобождена, ЭЛАС и ЭДЕС будут распущены до 10 декабря:748.
Разоружение, исключающее из него 3-ю горную и Священный отряд вызвало несогласие ЭАМ.
Г. Папандреу назначил генерала А. Отонеоса командующим всех вооружённых сил в Греции.
При этом, вне командования Отонеоса остались не только британские части генерала Скоби (Ronald Scobie, 1893—1969), но и переданные ему 3-я горная бригада и Священный отряд, а также жандармерия и полиция:748.
Поскольку ЭЛАС и ЭДЕС подлежали расформированию, «генерал Отонеос стал бы главнокомандующим без армии»:749.
Отонеос представил условия, при которых он мог принять командование:749: «Абсолютная власть над греческими вооружёнными силами» и «Генерал Скоби будет иметь под своим командованием только британские силы на территории Греции».
Папандреу, «не в силах отказать Отонеосу лицом к лицу», вызвал Скоби:755.
Тот начал давать приказы Отонеосу, который прервал Скоби, заявив что не признаёт за ним право решать вопросы греческой армии. Одновременно, Отонеос заявил Папандреу, что если он не согласен с мнением командующего, пусть заменит его.
Скоби, «ведя себя как правитель британской колонии», 16 ноября объявил Афины «запретной зоной» для ЭЛАС:756:
События стремительно шли к боям между ЭЛАС, с одной стороны, и британской армией, частями эмиграционного правительства, полицией, жандармерией и коллаборационистами, с другой стороны.

### К столкновению
В знак несогласия с принятым решением, министры от ЭАМ подали в отставку 2 декабря:767.
Силы генерала Скоби в Афинах (8 тыс. британских солдат, 3-я горная, жандармерия, полиция, ультраправая «Х» и бывшие «батальоны безопасности» коллаборационистов) заняли боевые позиции:767.
ЭАМ запросил разрешение на проведение митинга протеста 3 декабря и объявил о всеобщей забастовке на 4 декабря.
По совету Скоби и английского посла, Папандреу запретил митинг.
Герозисис пишет, что вместо того чтобы отложить митинг на пару дней, пока к Афинам не подойдут соединения ЭЛАС, ЭАМ настоял на проведении митинга 3 декабря. Он же пишет, что это доказывает отсутствие намерения ЭАМ брать власть и что последовавшее столкновение не имело смысла, поскольку единственное чего добивался ЭАМ — создание «честного правительства национального единства»:769.
Расстрел полицией демонстрации 3 декабря и последовавший расстрел 4 декабря коллаборационистами похоронной процессии, и тот факт что исполнители расстрелов были взяты под защиту английскими танками:770, спровоцировали столкновение между британской армией и городскими отрядами ЭЛАС.

## Силы противников

### Британские силы и их союзники
В Афинах и Пирее, британские силы состояли из 23-й танковой бригады, частей парашютистов и двух пехотных батальонов, в общей сложности 5 тыс. человек. Англичане также имели большое число вспомогательных частей, насчитывавших 10 тыс. человек.
В боях первых дней приняли участие IV дивизия (10-я, 12-я, 23-я пехотные бригады), 2-я бригада парашютистов, 23-я танковая, 139-я пехотная бригада, 5-я индийская бригада.
«Правительственные силы» включали в себя 3-ю Горную бригаду (3 тыс. человек), жандармерию, полицию, ультраправую организацию Х (до 3 тыс. вооружённых). Но наибольшее число, 12 тыс. человек, были из «батальонов безопасности», сотрудничавших до того с нацистскими оккупантами.

### Силы ЭЛАС Афин
1-й городской корпус ЭЛАС насчитывал около 20 тыс. женщин и мужчин, но располагал оружием только для 6 тыс. человек, с минимальным запасом боеприпасов.
Англичане оценивали силы ЭЛАС в городе в 6300 плохо вооружённых бойцов. Единственный механизированный отряд использовал автомобили пожарной службы:128.
В ходе боёв в Афины прибыли части из Пелопоннеса и Фессалии, кавалерийская бригада и 54-й полк, в общей сложности 7 тыс. бойцов. Но задачей этих частей было предотвращение британской высадки на побережье Аттики, чтобы избежать окружения Афин:129.
В общей сложности силы ЭЛАС в Афинах состояли из I корпуса, ΙΙ дивизии, 52-го пехотного полка, VIII бригады и Национальной милиции.

### Артиллерия в декабрьских боях
С 3 декабря началась переброска из Италии 5й бригады IV индийской дивизии с её артиллерией:126, которая была развёрнута на островке Пситалея и начала безнаказанно обстреливать рабочие кварталы Пирея:131.
Британские пехотные и танковые войска были дополнены вспомогательными частями британских Королевских военно-воздушных сил, вооружённых зенитными орудиями «Bofors», особенно результативными и разрушительными в уличных боях:126.
Кроме того, действия британской армии поддерживались с воздуха британской авиацией и с моря огнём орудий британского флота:126.
Артиллерией располагала и «правительственная» 3я горная бригада:127.
С другой стороны, так называемый 1-й корпус ЭЛАС Афин располагал всего лишь двумя большими и двумя малыми трофейными итальянскими миномётами:129.
Прибывшие в помощь городским отрядам II и XIII дивизии ЭЛАС располагали несколько бо́льшим числом миномётов и небольшим числом (по четыре на дивизию) артиллерийских орудий.
Из четвёрки орудий XIII дивизии, двое были 105 мм калибра, что квалифицировало их по оценке командования ЭЛАС как «тяжёлые орудия».
Были присланы и восемь противотанковых орудий 37 мм и 47 мм, однако располагаемых на ствол снарядов было не более 200, что вскоре сделало их бесполезными, ограничив их вклад в боях наличием для моральной поддержки и устрашения противника:130.
Утром 6 декабря, 13-я британская бригада и 64-й зенитный полк приступили к зачистке Пирея:136.
Силы ЭЛАС контролировали Афинский Акрополь с самого начала столкновений. Заботясь о сохранности Священного для каждого грека холма. 7 декабря ЭЛАС согласовал с британским командование для Акрополя статус нейтральной зоны. Но как только силы ЭЛАС оставили Акрополь, англичане установили на холме артиллерийские батареи и безнаказанно расстреливали оттуда позиции ЭЛАС и город. Англичане продолжали эти обстрелы до конца боёв, в то время как ЭЛАС не смел ответить на огонь чтобы не нанести повреждения памятникам:774:138:213.
8 декабря британский флот предпринял массированный обстрел Пирея:214.
9 декабря, в бою за казармы Макрияннис, которые обороняли части бывшей оккупационной полиции, артиллерия ЭЛАС сделала несколько удачных выстрелов против британских танков, но располагая всего 20 снарядами вскоре замолкла:215.
В тот же день Черчилль приказал отправку новых подкреплений в Грецию.
10 декабря англичане начали операцию по повторному занятию Пирея.
В операции по занятию холма Кастелла была использована V индийская дивизия, которая при огневой поддержке кораблей британского флота:140 безуспешно 4 дня пыталась сломить сопротивление немногочисленных защитников холма.
В конечном итоге в бой были брошены батальоны гуркхов, которые после тяжёлого боя и больших потерь, сумели занять Кастеллу 14 декабря. Все 30 защитников холма погибли до последнего:140.
С 12 декабря началась переброска воздухом IV британской (английской) дивизии с её артиллерией:131.
Все эти дни боёв британская авиация бомбила рабочие кварталы и позиции ЭЛАС в столице и пригородах, причиняя многочисленные жертвы гражданскому населению.
В ночь с 17-го на 18 декабря силы ЭЛАС осуществили успешную операцию, заняв гостиницы северного района Кифисьи «Сесил», «Аперги» и «Пентеликон», в которых располагались штаб и 718 человек персонала RAF (Королевские военно-воздушные силы Великобритании), вооружённые кроме прочего 12 зенитными орудиями Bofors 40 мм.
Были взяты в плен 563 англичан и захвачены все орудия, чьи боеприпасы однако ЭЛАС был не в состоянии восполнить:141.
Черчилль, прибыл в Афины 25 декабря, сопровождаемый министром иностранных дел Великобритании Иденом:780.
27 декабря он приказал генеральное наступление всеми располагаемыми силами.
Были задействованы авиация, артиллерия флота, тяжёлая артиллерия и большое число танков. Тяжёлые бои, вплоть до рукопашных, продолжились до 5 января 1945 года.
4 января колонна 100 британских танков прорвала линию обороны и двинулась по улице Ленорман. Командование ЭЛАС приняло решение отходить:143.
Отход сил к подножию горы Парнис был произведен в порядке:240.
К этому моменту начали подходить первые подкрепления с севера (30-й и 36-й полк и батарея тяжёлых орудий), но было уже поздно для них принять участие в сражении в городе. «Сражение за Афины» продолжилось 33 дня.

### К перемирию
Бои продолжились в районе Ламии, где находился генштаб ЭЛАС.
8 января 1945 года, на конференции руководства ЭАМ, командиры ЭЛАС, Велухиотис, Сарафис, Макридис были запрошены о возможности продолжения войны.
Макридис ответил фразой «два года и ручаюсь своей головой».
С перспективой продолжения войны Генштаб перебрался из Ламии в село Маврелион.
Генштаб был полон оптимизма, поскольку каждый раз, когда англичане пытались продвинуться на север, они наталкивались на регулярные части ЭЛАС и терпели поражения с тяжёлыми потерями (Фермопилы, Айос-Констандинос, Бралос):785.
Эти поражения подтверждали оценку маршала Александера, что обстановка будет непреодолимой для англичан, когда ЭЛАС перегруппируется и приспособится к новым условиям.
Александер ещё 21 декабря писал Черчиллю, что нет военного решения вопроса, а только политическое, потому что: «если предположить, что ЭЛАС продолжит борьбу, то думаю что мы можем очистить регион Афины — Пирей и удерживать его, но так мы не можем победить ЭЛАС и вынудить к капитуляции.
Немцы во время оккупации держали в континентальной Греции до 7 дивизий и ещё 4 на островах…
Но и так они не могли держать открытыми линии коммуникаций и я не уверен, что мы встретим менее сильное сопротивление и меньше решительности, нежели встретили они.
Делаю замечания, чтобы прояснить обстановку и подчеркнуть, что греческий вопрос нельзя решить военными средствами. Решение будет найдено на политическом поле. … любая военная акция, после зачистки региона Афины — Пирей, превосходит возможности наших сегодняшних сил»:779.
Руководство ЭЛАС к этому времени имело информацию о предстоящей встрече глав США, Великобритании и СССР и осознавало, что Черчилль торопился разрешить греческий вопрос до этого события.
ЭЛАС контролировал на тот момент 80 % территории страны, имея огромные людские резервы и поддержку народа.
Если бы война продолжилась, англичанам было бы трудно объяснить своим союзникам, но и собственному народу, почему они оккупируют часть территории Греции и воюют против греческого Сопротивления, удаляя силы с Германского фронта:786.

### Перемирие
8 января 1945 ЭАМ принял предложение о перемирии.
Англичане нуждались в передышке. Для продвижения на север они нуждались в новых силах. Их греческие союзники не имели серьёзного военного значения, за исключением 3-й Горной бригады и Священного отряда, но они понесли тяжёлые потери.
События показали что ЭДЕС, «Х», «батальоны безопасности» без британской поддержки были бы сметены за несколько дней.
Греческая авиация располагала немногими десятками самолётов, но часть её офицеров «подозревалась» в симпатиях к ЭАМ.
Что касалось греческого ВМФ, если бы он был использован против ЭЛАС, многие корабли могли перейти на его сторону:787.
Перемирие было подписано 11 января. Протокол перемирия подписали генерал Скоби, от британской армии, Дзимас от руководства ЭАМ и майор Афинагорас Афинеллис, из Генштаба ЭЛАС. Подписи наглядно демонстрировали кто был противоборствующими сторонами конфликта.
Перемирие вступало в силу 14 января:789.

## Разоружение ЭЛАС — сдача артиллерии

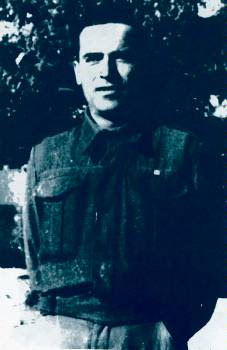
Капитан артиллерии Стефанос, Папаяннис, воевал в рядах ЭЛАС. На фотографии в 1947 году, будучи командиром артиллерийской части Демократической армии Греции.

Хотя командование ЭЛАС было готово к длительной борьбе и генсек Сиантос заявлял «будем воевать 40 лет», руководство компартии и ЭАМ, показывая свою «добрую волю», согласилось удалить силы ЭЛАС из Фессалоники, Пелопоннеса и Средней Греции:788.
С военной точки зрения обстановка и перспективы были предельно ясны, но в политическом аспекте в КПГ-ЭАМ продолжались конфуз, пораженчество и иллюзии.
После отсрочек и неофициальных встреч, где англичане выступали как «большие победители», и после начала Ялтинской конференции 8 февраля, на следующий день, 9 февраля, состоялась конференция в пригороде Варкиза.
Несмотря на то что командование ЭЛАС, офицеры и рядовые, сторонники ЭАМ и члены партии были против, руководство ЭАМ подписало 12 февраля Варкизское соглашение, отдав Грецию на произвол англичан, коллаборационистов и монархистов, без гарантий для демократов и участников Сопротивления:792.
Руководство ЭАМ и КПГ полагало, что оно подписало Соглашение.
В действительности это была капитуляция: ЭЛАС должен был быть разоружен до 15 марта, но ни одна из греческих частей под английским командованием не подлежала разоружению
Герозисис пишет, что для того чтобы подписать подобное соглашение, не надο было разрушать Афины и оплакивать тысячи убитых. Достаточно было принять предложения Скоби и Папандреу.
К тому же, с разоружением ЭЛАС, не было никаких гарантий в выполнении согласованных условий этого Соглашения:793.
Разоружение ЭЛАС по всей стране завершилось 28 февраля.
В том что касается артиллерии, ЭЛАС сдал 81 тяжёлых и 138 лёгких миномётов и до 100 артиллерийских орудий разного типа, диаметра, возраста и технического состояния.
Надежды компартии, что с подписанием соглашения страна придёт к примирению, не оправдались.
Наступил периода т. н. Белого террора, когда вооружённые англичанами бывшие коллаборационисты и монархисты преследовали безоружных участников Сопротивления и людей левых убеждений, что привело страну через год после подписания Варкизского соглашения к Гражданской войне.
Демократическая армия Греции, как и ЭЛАС в оккупацию, начала в конце 1946 года формирование своей артиллерии с абсолютного нуля, в то время как правительственная артиллерия, в дополнение к британским орудиям, с 1947 года стала получать и орудия из США.